# W. G. Grace
William Gilbert Grace MRCS LRCP (18 tháng 7 năm 1848 - 23 tháng 10 năm 1915) là vận động viên cricket nghiệp dư người Anh. Ông đóng vai trò quan trọng trong sự phát triển cricket và được nhiều người coi là một trong những cầu thủ vĩ đại nhất của môn này. Dù trên danh nghĩa chỉ thi đấu nghiệp dư nhưng Grace kiếm được nhiều tiền từ cricket hơn bất cứ vận động viên cricket chuyên nghiệp nào. Ông thi đấu đua tranh rất quyết liệt. Và dù là một trong những người nổi tiếng nhất Anh quốc, ông cũng bị gây tranh cãi nhiều nhất vì chơi không đẹp và việc kiếm lời của mình.
Grace đã chơi 44 mùa giải cricket hạng nhất từ 1865 đến 1908, bằng với kỷ lục khi ấy. Ông là đội trưởng tuyển Anh, Gloucestershire, Gentlemen, Marylebone Cricket Club (MCC), United South of England Eleven (USEE) và một số đội khác.
Thuận tay phải khi đánh bóng lẫn ném bóng, Grace đã thống trị môn thể thao này cả suốt sự nghiệp thi đấu. Sự đổi mới kỹ thuật và tầm ảnh hưởng của Grace đã để lại di sản lâu dài. Là vận động viên toàn diện xuất sắc, Grace hội tụ đủ các kỹ năng giỏi khi đánh bóng, ném bóng và lượm bóng. Nhưng chính khả năng đánh bóng mới khiến ông nổi tiếng nhất. Grace được coi là người đã phát minh ra kỹ thuật đánh bóng hiện đại. Thường khởi đầu lượt chơi, Grace khiến người khác đặc biệt ngưỡng mộ và khả năng bậc thầy về tất cả cú đánh bóng, các nhà phê bình đánh giá trình độ chuyên môn của Grace là độc nhất vô nhị đương thời. Với kỹ năng và nhạy bén chiến thuật, Grace thường dẫn dắt đội nhà ở mọi cấp độ thi đấu.
Gia đình Grace đều chơi cricket: ông có anh trai là E. M. Grace và em trai là Fred Grace. Năm 1880, dưới màu áo tuyển Anh, lần đầu tiên ba anh em cùng nhau chơi trận test cricket. Grace cũng tham gia các môn thể thao khác: vô địch chạy vượt rào 440 yard khi còn trẻ và chơi bóng đá cho đội Wanderers. Về sau, ông còn hứng thú với golf, bowling trên cỏ và bi đá. Ông có chứng chỉ hành nghề y năm 1879.

## Thuở thiếu thời

### Thơ ấu
W. G. Grace sinh ngày 18 tháng 7 năm 1848 tại nhà ở Downend, gần Bristol và chịu lễ báp-têm tại nhà thờ ngày 8 tháng 8. Ở nhà, mọi người gọi cậu là Gilbert trừ mẹ thì thường kêu là Willie. Chủ yếu Grace được biết đến rộng rãi qua chữ cái đầu "W. G.". Cha là Henry Mills Grace và mẹ là Martha (nhũ danh Pocock), kết hôn ngày 3 tháng 11 năm 1831 ở Bristol. Hai người sống cả đời tại Downend, nơi Henry Grace là bác sĩ đa khoa thôn. Downend gần Mangotsfield, nay là ngoại ô Bristol nhưng khi đó chỉ là "ngôi làng cách biệt giữa vùng nông thôn" và cách Bristol khoảng bốn dặm. Henry và Martha Grace có tất cả chín người con "bằng với Victoria và Albrecht – về mọi mặt, họ là một gia đình điển hình thời Victoria". Grace là con thứ tám; phía trên có 3 anh trai (bao gồm E. M. Grace, gọi tắt là "E. M.") và 4 chị gái. Người em trai út Fred Grace sinh năm 1850.
Grace mở đầu tác phẩm Cricketing Reminiscences (Hồi ức chơi cricket) (1899) bằng câu trả lời khi thường bị hỏi "có phải sinh ra đã là một vận động viên cricket không?" Ông phủ nhận điều này vì tin rằng "vận động viên cricket được tạo ra là nhờ huấn luyện và luyện tập". Nhưng ông cũng nói thêm rằng dù không phải một vận động viên cricket bẩm sinh nhưng lại được sinh ra "trong bầu không khí môn cricket". Cha mẹ Grace "tràn đầy nhiệt huyết với cricket" và đó là "chủ đề nói chuyện chung ở nhà". Năm 1850, khi W. G. lên hai và Fred chuẩn bị ra đời, gia đình chuyển đến ngôi nhà gần đó tên là "The Chesnuts" (Hạt dẻ). Nhà mới có vườn cây ăn trái rộng và Henry Grace cho dọn sạch để làm sân tập. Tất cả chín đứa trẻ nhà Grace kể cả bốn cô con gái đều được khuyến khích chơi cricket, dù cho các cô gái chỉ được chơi ở vị trí lượm bóng cùng với lũ chó. Grace ghi dấu lần đầu cầm gậy cricket là khi mới hai tuổi. Chính tại vườn cây trái Downend và khi tham gia câu lạc bộ cricket địa phương, anh em nhà Grace đã phát triển kỹ năng chơi bóng, chủ yếu do huấn luyện viên giỏi lại chính là ông cậu Alfred Pocock. Ngoài việc đến trường và chơi cricket, Grace là một cậu bé nông thôn và thường chơi thoải mái với bọn con trai trong làng. Cậu hay lấy đá ném lũ chim ngoài đồng và Grace nói rằng nhờ đó mà bản thân có được kỹ năng cho vị trí sân ngoài.

### Giáo dục
Grace "nổi tiếng học không giỏi". Đầu tiên, câu học với cô Trotman ở làng Downend rồi tới thầy Curtis ở Winterbourne. Sau đó, cậu học trường bán trú Ridgway House do Malpas điều hành đến khi 14 tuổi. Một hiệu trưởng của trường là David Bernard về sau cưới chị Alice của Grace. Năm 1863, Grace bị viêm phổi và được cha cho rời Ridgway House. Sau trận ốm này, Grace cao lên nhanh chóng tới 6 ft 2 inch (1,88 m). Cậu tiếp tục học tại gia, một trong những gia sư chính là mục sư John Dann quản nhà thờ giáo xứ Downend. Cũng giống như hiệu trưởng Bernard, mục sư Dann về sau cũng trở thành anh rể của Grace khi kết hôn với Blanche Grace năm 1869.
Grace không bao giờ vào đại học vì cha muốn anh theo nghề y. Nhưng Grace đã được cả Câu lạc bộ Cricket Đại học Oxford và Câu lạc bộ Cricket Đại học Cambridge tiếp cận. Năm 1866, khi chơi một trận đấu tại Oxford, Edmund Carter là cầu thủ tại đó đã cố gắng thu hút Grace trở thành sinh viên. Năm 1868, Grace nhận được lời mời từ Cao đẳng Caius, Cambridge, nơi có truyền thống ngành y lâu đời. Grace nói rằng nếu được cha chấp thuận thì mình đã đến Oxford hoặc Cambridge rồi. Nhưng thay vào đó, tháng 10 năm 1868, Grace đăng ký Trường Y Bristol khi 20 tuổi.

### Vận động viên cricket
Năm 1845, Henry Grace thành lập Câu lạc bộ Cricket Mangotsfield đại diện cho nhiều làng cạnh nhau gồm cả Downend. Năm 1846, câu lạc bộ này hợp nhất với Câu lạc bộ Cricket West Gloucestershire và dùng tên này đến năm 1867. West Gloucestershire bị bàn tán rằng nhà Grace điều hành nơi này "gần như là một câu lạc bộ riêng". Henry Grace sắp xếp tổ chức các trận đấu với câu lạc bộ hàng đầu của West County là Câu lạc bộ Cricket Lansdown ở Bath. West Gloucestershire chơi những trận này rất kém. Khoảng thập niên 1850, Henry và Alfred Pocock quyết định gia nhập Lansdown dù họ vẫn tiếp tục điều hành West Gloucestershire và đây vẫn là câu lạc bộ chính của họ.
Alfred Pocock đặc biệt có công trong việc đào tạo và dành nhiều thời gian với anh em nhà Grace trên sân tập ở Downend. E. M. luôn dùng gậy đánh bóng cỡ chuẩn và có khuynh hướng vượt vạch để không đánh trượt; gậy quá to cho cậu để có thể "đánh thẳng". Pocock nhận ra vấn đề này và đề ra W. G. và em út Fred không được bắt chước. Do đó, ông chế ra gậy đánh bóng nhỏ hơn phù hợp với tụi nhỏ và dạy cách đánh thẳng cũng như "học cách phòng thủ, với vai trái hướng về phía trước" trước khi định đánh bóng.
Trong Hồi ức, Grace viết rằng mình được xem trận cricket lớn đầu tiên khi lên sáu vào năm 1854, giữa All-England Eleven (AEE) của William Clarke với 22 người đội West Gloucestershire. Grace bày tỏ mình đã chơi cho West Gloucestershire ngay từ năm 1857, khi mới 9 tuổi và có 11 lượt đánh năm 1859. CricketArchive ghi nhận trận đấu sớm nhất của Grace diễn ra chỉ vài ngày sau sinh nhật lần thứ 11 năm 1859, Grace chơi cho Câu lạc bộ Cricket Clifton đấu với Câu lạc bộ Cricket South Wales tại Durdham Down, đội Grace giành chiến thắng với 114 run. Nhiều thành viên nhà Grace trong đó có E. M. cũng chơi trận này. Grace đánh bóng thứ 11, ghi 0 điểm và 0 không loại. Lần đầu tiên Grace có số điểm đáng kể là vào tháng 7 năm 1860 với 51 điểm cho West Gloucestershire gặp Clifton; ông thú nhận đó là những lượt tuyệt vời giàu cảm xúc nhất của mình. Nhờ E. M. mà họ Grace trở nên nổi tiếng lần đầu tiên. Bà Martha đã viết thư cho người kế nhiệm William Clarke là George Parr khoảng năm 1860 hoặc 1861:
Tôi viết thư này mong ông xem xét việc đưa con trai tôi là E. M. Grace vào tuyển Anh XI, nó là một tay đánh bóng cừ khôi và bắt bóng xuất sắc. Tôi chắc rằng nó sẽ chơi rất tốt và mang lại thành tích cho đội. Ông cũng có thể quan tâm đến đứa con trai khác của tôi hiện 12 tuổi, về sau có thể giỏi hơn anh nó vì có cú đánh nghịch thành thạo hơn và nó luôn đánh thẳng.
Ngày 5 tháng 7 năm 1861, khi sắp 13 tuổi, Grace ra mắt Lansdown và chơi hai trận trong tháng đó. E. M. lần đầu ra mắt năm 1857 ở tuổi 16. Tháng 8 năm 1862, ở tuổi 14, Grace chơi cho West Gloucestershire gặp Devonshire. Một năm sau, sau khi nằm giường vài tuần do viêm phổi, Grace ghi được 52 điểm không loại và giành được 5 wicket trước Somerset XI. Ngay sau đó, W. G. là một trong bốn thành viên nhà Grace chơi cho Bristol and Didcot XVIII trong trận gặp All-England Eleven. Grace ném bóng tốt và ghi được 32 điểm trước các lượt ném của John Jackson, George Tarrant và Cris Tinley. E. M. giành được 10 wicket trong lượt mà Bristol and Didcot thắng, nên được mời đi du đấu Úc cùng tuyển Anh của George Parr vài tháng sau.
Cho đến tháng 7 năm 1864, sự vắng mặt của E. M. đã tạo cơ hội cho Grace thể hiện trên vũ đài lớn cricket. Grace và anh trai Henry được mời chơi cho Câu lạc bộ South Wales. Với một loạt trận đấu ở London và Sussex, Grace khôi hài tự hỏi làm sao mà họ lại đủ điều kiện để đại diện cho South Wales. Đây là lần đầu tiên Grace rời West Country và cũng lần đầu xuất hiện trên sân The Oval và sân Lord's. Trong trận đấu với "Gentleman of Sussex" ngay trước sinh nhật thứ 16, Grace lần đầu tiên đạt century với 170 run, trong đó có thành tích phối hợp 188 điểm với đội trưởng John Lloyd trong wicket thứ hai.

## Sự nghiệp cricket (1864–1914)

### Sự nghiệp hạng nhất
Mặc dù còn tranh cãi về các chi tiết trong sự nghiệp hạng nhất của Grace, nhưng vẫn có đồng thuận chung là Grace chơi 44 mùa giải từ 1865 đến 1908. Một nguồn tư liệu liệt kê 29 đội gồm tuyển Anh và 28 đội trong nước mà có Grace làm đại diện trong các trận đấu hạng nhất hoặc được coi là quan trọng trong lịch sử. Hầu hết các trận này là ad hoc và có khách mời thi đấu. Với giải nhỏ, Grace đã đại diện cho hơn bốn mươi đội. Bên cạnh tuyển Anh trong Test cricket (1880–1899), các đội quan trọng trong sự nghiệp hạng nhất của Grace là Gentlemen (1865–1906), All-England Toàn Anh (không thi đấu quốc tế; 1865–1899), Marylebone Cricket Club (MCC; 1869–1904), Gloucestershire (1870–1899), United South of England Eleven (USEE; 1870–1876) và London County (1900–1904). Ngoài London County là những năm về sau, Grace đã xác nhận bản thân quyết chơi cho những đội còn lại vào cuối mùa giải năm 1870 khi 22 tuổi.

#### 1864 đến 1870
Cricket thập niên 1860 trải qua cuộc cách mạng khi hợp pháp hóa kỹ thuật ném bóng quá vai vào tháng 6 năm 1864. Chính Grace phát ngôn rằng "không ngoa khi giữa 1860 và 1870, cricket của Anh trải qua giai đoạn quan trọng nhất" khi đang chuyển đổi và "đó là thời kỳ cách mạng liên đới hết đến luật cricket". Grace 15 tuổi khi mùa giải năm 1864 khởi tranh và bước sang tuổi 20 khi kết thúc mùa giải năm 1868, Grace bắt đầu đăng ký học tại Trường Y Bristol ngày 7 tháng 10 năm 1868. Trong giai đoạn chuyển tiếp, cụ thể là vào năm 1866, Grace được nhiều người công nhận là vận động viên cricket giỏi nhất nước Anh. Tháng 7 năm 1866, ngay sau sinh nhật 18 tuổi, Grace khẳng định khả năng với 224 không loại cho All-England trước Surrey trên sân The Oval. Đó là century đầu tiên của Grace ở hạng nhất. Theo Harry Altham, Grace "từ đó là tên tuổi lớn nhất trong môn cricket và là điểm thu hút khán giả với những thành công (đến) dày đặc và nhanh chóng".
Năm 1868, Grace ghi hai century trong một trận, đây là lần thứ hai trong lịch sử cricket sau khi William Lambert lập được năm 1817. Tổng kết mùa giải năm 1868, Simon Rae viết rằng Grace "giờ đây không thể chối cãi là vận động viên cricket của thời đại, Nhà vô địch". Năm 1869, Grace tham gia MCC và ghi được bốn century vào tháng 7, trong đó có lượt 180 run tại sân The Oval. Bên cạnh đó còn có thành tích phối hợp wicket cao nhất trong toàn bộ sự nghiệp Grace; cùng với Bransby Cooper, bộ đôi đạt được đến 283 run cho wicket đầu tiên. Cuối tháng, Grace ghi được 122 trên 173 điểm trong các điều kiện đánh bóng khó khăn tại trận Bắc-Nam diễn ra trên sân Bramall Lane. Tom Emmett gọi đùa Grace là "nonsuch" (độc nhất vô nhị) và tuyên bố: "Anh ta nên dùng gậy đánh bóng nhỏ hơn".
Grace có mùa giải nổi bật khác năm 1870, khi đó Gloucestershire được chơi ở hạng nhất. Derek Birley ghi lại rằng Grace "khinh thường kiểu ria mép hiện đại nhỏ bé" mà để râu rậm xồm xoàm rất dễ nhận ra. Ngoài ra, "bộ ngực đồ sộ" to ra khi Grace nặng 95 kg ở tuổi đôi mươi. Grace không hút thuốc nhưng thích ăn ngon và rượu. Nhiều năm sau, khi nói về chi phí phát sinh trong chuyến du đấu phi lợi nhuận của Lord Sheffield tới Úc vào năm 1891–92, Arthur Shrewsbury nhận xét: "Tôi đã kể về loại rượu mà những người nghiệp dư sẽ uống; Grace mà uống thì đủ cho cả thuyền bơi trên ấy cũng được."

#### 1871
Theo Harry Altham, năm 1871 là annus mirabilis của Grace, nếu không tính năm 1895 cũng là một năm ngoại hạng khác. Grace ghi được 10 trên 17 century trong các trận đấu hạng nhất, với century đầu tiên ghi được tại Trent Bridge. Grace ghi trung bình 78,25 điểm, trong khi người kế tiếp đánh bóng trong một lượt chỉ được có 39,57, nhỉnh hơn nửa điểm trung bình của Grace một ít. Trong cả mùa giải, Grace ghi được 2.739 run và đây là lần đầu tiên có người ghi được 2.000 run hạng nhất trong một mùa giải; Harry Jupp đứng sau với 1.068 run. Điểm nhấn là trận Nam-Bắc tại The Oval khi Grace đạt điểm số cao nhất trong sự nghiệp là 268, đáng chú ý là ông đã bị Jem Shaw loại khi có điểm trong lượt đầu. Tuy thành tính lớn như vậy nhưng trận này hòa và để lại một bình luận đáng nhớ của Jem Shaw khi nói một cách tội nghiệp: "Tôi đặt bóng nơi mình thích nhưng anh ta lại đặt nó vào nơi anh ta thích".
Grace có nhiều biệt danh trong suốt sự nghiệp, bao gồm "The Doctor" (Bác sĩ) sau khi lãnh chứng chỉ ngành y, "The Old Man" (Lão già) khi ở giai đoạn kỳ cựu. Nhưng cái tên nổi nhất là "The Champion" (Nhà vô địch). Lần đầu tiên ông được Lillywhite's Companion ca ngợi là "the Champion Cricketer" (Vận động viên cricket vô địch) để ghi nhận những chiến công năm 1871. Tuy vậy, năm kỳ tích của của Grace không được trọn vẹn khi người cha qua đời vào tháng 12.

#### 1872 đến 1873

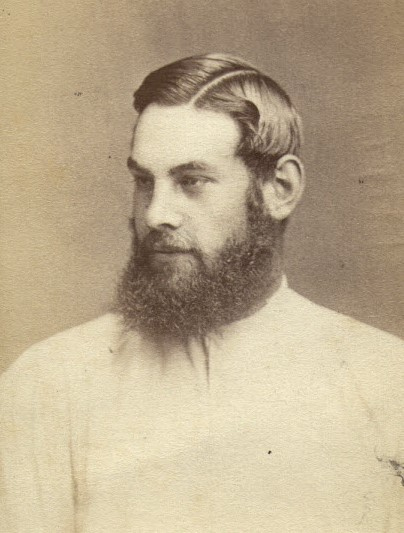
Ảnh Grace do Elliott & Fry chụp năm 1872

Grace và em trai Fred vẫn sống với mẹ ở Downend. Cha qua đời để lại số tiền vừa đủ để trang trải gia đình nhưng giờ đây hai anh em phải tăng thu nhập từ môn cricket để chi trả học phí y khoa (Fred bắt đầu học vào mùa thu năm 1872). Họ kiếm được tiền nhờ tham gia với tư cách nhà tổ chức cho United South of England Eleven chơi sáu trận trong mùa giải 1872 ở Edinburgh và Glasgow, khi Grace lần đầu tới Scotland. Hè 1872 nhiều mưa và Grace kết thúc mùa giải vào đầu tháng 8 để có thể tham gia du đấu Bắc Mỹ.
Grace trở thành cầu thủ đánh bóng đầu tiên ghi được century 134 run trước bữa trưa trong trận hạng nhất khi của Gentlemen of the South gặp Players of the South tại The Oval năm 1873. Cũng trong mùa giải đó, Grace trở thành cầu thủ đầu tiên hoàn thành "cú đúp" đạt được 1.000 run và 100 wicket trong một mùa giải. Grace còn tiếp tục đạt cú đúp như vậy 8 lần:
- 1873 – 2.139 run và 106 wicket
- 1874 – 1.664 run và 140 wicket
- 1875 – 1.498 run và 191 wicket
- 1876 – 2.622 run và 129 wicket
- 1877 – 1.474 run và 179 wicket
- 1878 – 1.151 run và 152 wicket
- 1885 – 1.688 run và 117 wicket
- 1886 – 1.846 run và 122 wicket

Năm 1873, môn cricket đưa ra một số hình thức quản lý đối với việc vận động viên lưu trú tại hạt. Điều này chủ yếu nhằm vào cầu thủ ném bóng xuất sắc của Anh James Southerton sống ở Surrey nhưng sinh ở Sussex, từng chơi cho cả hai hạt. Southerton từ đó đã chọn chơi cho Surrey và giữ được vị trí cầu thủ ném bóng hàng đầu nước Anh. Các hạt đồng thuận về nơi cư trú của vận động viên nhưng không quyết định được về Giải vô địch Hạt nên danh hiệu "Champion County" (Hạt vô địch) vẫn là giải thưởng không chính thức cho đến năm 1889. Năm 1873, Gloucestershire của Grace tuyên bố mạnh đạt được danh hiệu này nhưng kết quả đồng thuận là Nottinghamshire cùng chia sẻ danh hiệu. Hai đội đều không đấu với nhau và đều bất bại sáu trận nhưng Nottinghamshire thắng năm còn Gloucestershire thắng bốn.

#### 1874 đến 1875

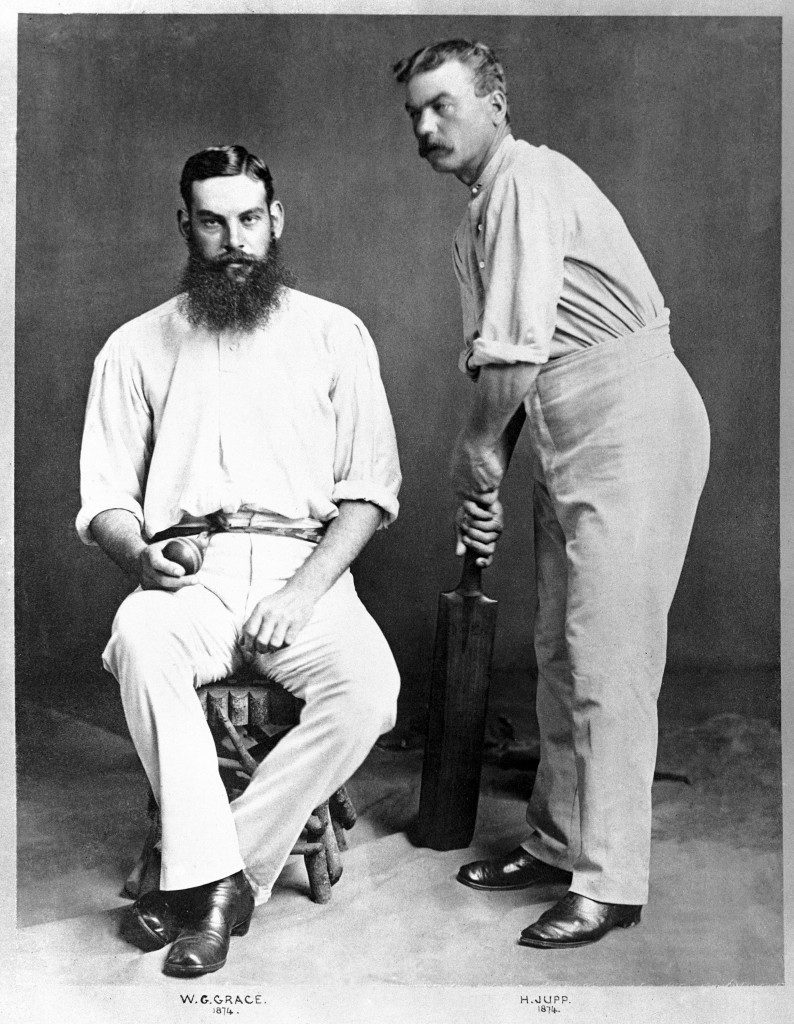
Ảnh Grace chụp với Harry Jupp năm 1874

Ngày 18 tháng 5 năm 1874, sau chuyến du đấu Úc mùa đông 1873–74, Grace về Anh và nhanh chóng trở lại với giải cricket quốc nội. Mùa giải 1874 rất thành công khi Grace hoàn thành cú đúp thứ hai liên tiếp. Gloucestershire một lần nữa khẳng định đạt danh hiệu County Championship nhưng một nguồn tư liệu lại cho biệt giải vô địch thuộc về Derbyshire, bản thân Grace nói rằng đáng ra phải vô địch phải là Yorkshire. Năm 1875 cũng thành công khi Grace lại có cú đúp 1.498 run và 191 wicket. Đây là mùa giải thành công nhất của Grace trong vị trí ném bóng.

#### 1876 đến 1877

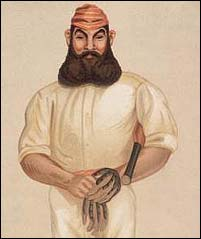
Hình minh họa Grace năm 1877 của Leslie Ward nhấn mạnh bộ râu đặc trưng và chiếc mũ MCC

Một trong những giai đoạn nổi bật nhất trong sự nghiệp của Grace là mùa giải năm 1876, ông ghi được điểm số cá nhân cao nhất là 344 với Marylebone Cricket Club (MCC) gặp Kent tại sân St Lawrence Ground, Canterbury vào tháng 8. Hai ngày sau khi kết thúc lượt Canterbury, ông kiếm được 177 điểm cho Gloucestershire khi gặp Nottinghamshire; rồi hai ngày tiếp là 318 điểm không loại cho Gloucestershire đối đầu Yorkshire. Cả hai lượt này Grace đều gặp các hạt có những tay ném bóng tấn công cực mạnh. Như vậy, trong ba lượt liên tiếp, Grace ghi được 839 run và chỉ bị loại hai lần. Số điểm 344 là kỷ lục century gấp ba trong cricket hạng nhất cũng như phá kỷ lục điểm cá nhân cao nhất cricket mọi thứ hạng vốn trước đó do William Ward nắm giữ với 278 điểm năm 1820. Kỷ lục của Ward tồn tại trong 56 năm và chỉ trong vòng một tuần, Grace xô đổ đến hai lần. Năm 1877, Gloucestershire giành chức vô địch không chính thức lần thứ ba và là lần cuối (cho đến nay), phần lớn nhờ vào một mùa giải xuất sắc khác của Grace, ông ghi được 1.474 run và 179 wicket.

#### 1878
Có suy đoán rằng Grace dự định nghỉ hưu trước mùa giải 1878 để tập trung vào nghề y nhưng ông quyết định tiếp tục chơi cricket. Có thể việc đội Úc đến Anh du đấu hồi tháng 5 đã ảnh hưởng đến quyết định của Grace. Ngày 27 tháng 5 tại sân Lord's, Úc đã đánh bại đội mạnh MCC mạnh khi có cả Grace trong đội hình, với 9 wicket trong trận đơn nhật. Theo Chris Harte, tin tức về trận đấu "lan truyền như cháy rừng, gây chấn động Luân Đôn và khắp nước Anh". Tạp chí trào phúng Punch đã nhại lại bài thơ "Sự hủy diệt của Sennacherib" của Byron để mỉa mai bình luận về đóng góp của Grace:
The Australians came down like a wolf on the fold,

The Mary'bone Cracks for a trifle were bowled;

Our Grace before dinner was very soon done,

And Grace after dinner did not get a run.

Tạm dịch nghĩa

Người Úc lao xuống như sói giữa đàn cừu,

Mary'bone gãy vì ném bóng linh tinh

Grace của chúng ta xong sớm trước giờ ăn tối

Và sau bữa tối, Grace chẳng được run nào

Có chuyện không hay giữa Grace và một số người Úc năm 1878, đặc biệt là nhà quản lý đội Úc John Conway. Căng thẳng cực độ vào ngày 20 tháng 6 trong vụ cãi lộn vì Billy Midwinter, cầu thủ Úc là bạn Grace từng chơi cho Gloucestershire năm 1877. Midwinter đã ở Anh trước khi cả  đội Úc đến và cùng tham gia trận đầu tiên trong tháng 5. Ngày 20 tháng 6, Midwinter có mặt tại sân Lord's để chơi cho đội Úc gặp Middlesex. Cùng ngày, đội Gloucestershire lại ở sân The Oval để đấu với Surrey nhưng bị thiếu một người. W. G. và E. M. Grace dẫn một nhóm cầu thủ Gloucestershire đến Lord's thuyết phục Midwinter cùng trở lại The Oval cho đủ quân số. Ba người Úc rượt theo và bắt kịp tại cổng The Oval và người xung quanh được chứng kiến một cuộc cãi lộn dữ dội. Có lúc Grace chửi người Úc là "lũ lén lút đáng ghét" (về sau đã xin lỗi). Cuối cùng, Grace đạt được mục đích và Midwinter ở lại với Gloucestershire cho đến hết mùa giải, chỉ không tham gia trận nào đấu với Úc. Sau đó, hòa khí được lấy lại, Gloucestershire mời đội Úc thi đấu với đội của hạt tại Clifton College, tất nhiên Midwinter không tham gia. Đội Úc coi đây là cơ hội phục thù và chiến thắng dễ dàng hơn 10 wicket, trong đó Fred Spofforth giành được được điểm cao nhất 12 wicket. Đó là lần đầu tiên Gloucestershire thua trên sân nhà. Mùa đông tiếp theo, W. G. và E. M. phải giải trình chi phí trận đấu này vì đã yêu cầu Surrey nhưng khi Surrey khước từ việc đứng ra.
Bất chấp những rắc rối năm 1878, Grace lại có một mùa giải hay khác trên sân đấu khi hoàn thành cú đúp thứ sáu liên tiếp. Ông 24 lần ra sân hạng nhất, ghi được tổng 1.151 run, điểm cao nhất 116, điểm trung bình 28,77, 1 century và 5 lần nửa century. Trên sân, ông có 42 lần bắt bóng và được 152 wicket với kết quả phân tích tốt nhất 8/23. Điểm trung bình ném bóng là 14,50; 12 lần được 5 wicket trong một lượt và 6 lần được 10 wicket trong một trận.

#### 1879 đến 1882
Grace bỏ lỡ phần lớn mùa giải năm 1879 vì bận làm bài thực hành cuối khóa để lấy chứng chỉ ngành y. Lần đầu tiên kể từ năm 1869, Grace đã không hoàn thành 1.000 run dù vẫn được 105 wicket. Tháng 11 năm 1879, Grace đạt chứng chỉ hành nghề bác sĩ và phải ưu tiên cho công việc mới ở Bristol trong 5 năm tiếp theo. Ông đôi khi buộc phải gác cricket lại. Grace cũng gặp rắc rối khác như bị quai bị nặng năm 1882. Trong thập niên 1880, Grace không bao giờ đứng đầu về số điểm đánh bóng trung bình ghi được. Giai đoạn này, Grace cũng không có được 1.000 run trong mùa giải.
Năm 1880, Grace vô cùng đau buồn khi em trai Fred qua đời, ngay sau khi cả ba anh em thi đấu cho tuyển Anh gặp Úc trong trận đấu được công nhận là trận Test đầu tiên ở Anh. Việc mất mát Fred được coi là nhân tố chính dẫn đến sự sa sút của đội Gloucestershire sau đó. Năm 1881, Grace chỉ ra sân 13 lần. Năm 1882, Grace có mặt trong đội hình tuyển Anh thua trận "The Ashes" trước Úc tại The Oval.

#### 1883 đến 1886

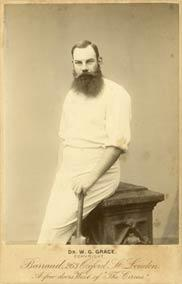
Grace năm 1885

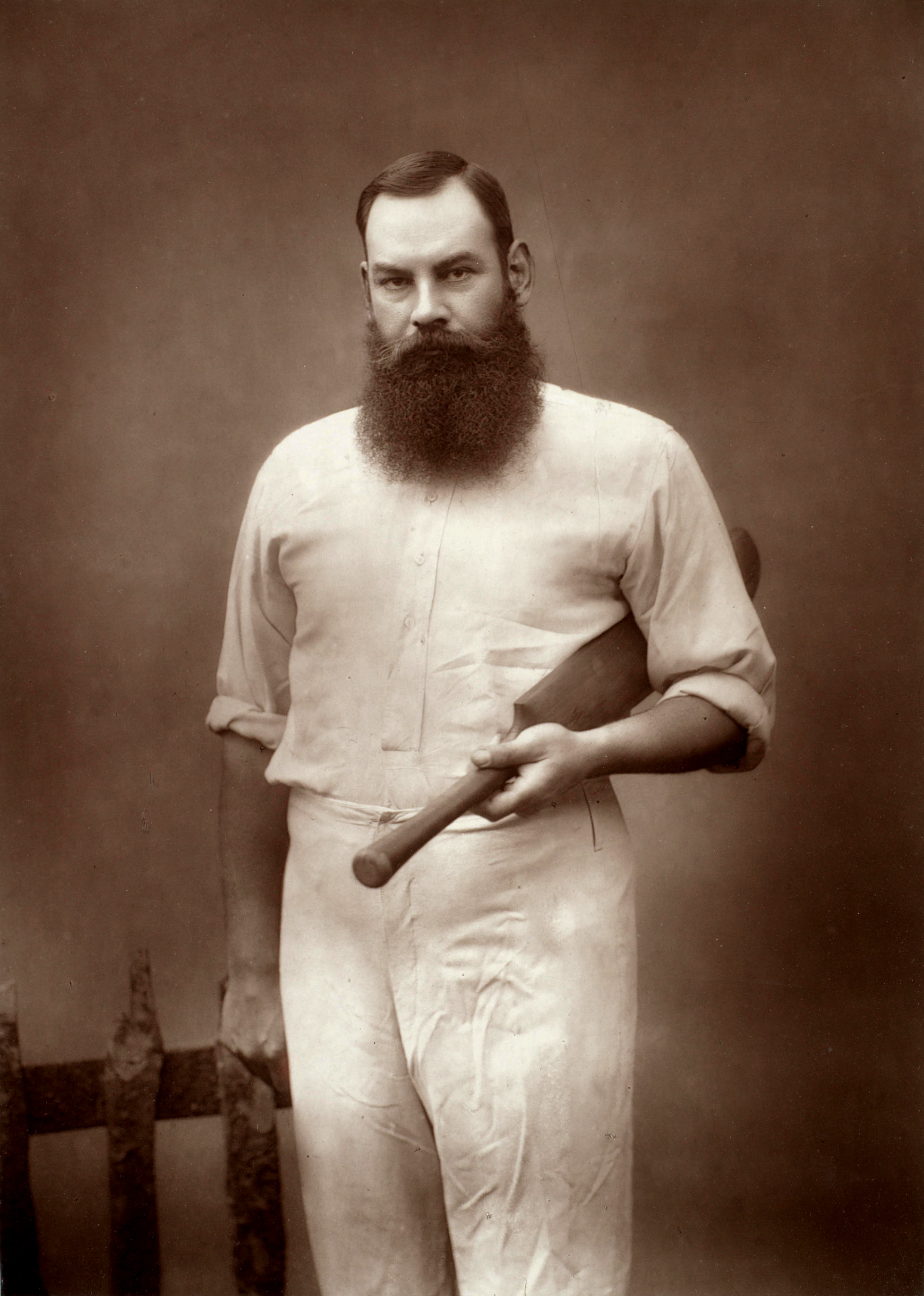
Ảnh chân dung Grace do Herbert Rose Barraud cuối thập niên 1880

Năm 1883, Grace ưu tiên công tác y tế nên lần đầu tiên bỏ lỡ trận "Gentlemen v Players" từ năm 1867. Các chấn thương cũng khiến Grace giảm ra sân năm 1884. Năm 1886, Grace đạt được phân tích ném bóng tốt nhất trong sự nghiệp là 10/49 khi chơi cho MCC gặp Đại học Oxford trên sân The Parks; ông ghi được 104 điểm trong lượt nhì phía Oxford. Năm 1886 là lần cuối cùng Grace ghi được 100 wicket trong một mùa giải.

#### 1887 đến 1891
Năm 1888, Grace ghi hai century trong trong một trận đấu với Yorkshire (148 và 153) và gọi đây là "trận đấu vô địch của tôi". Trong vài mùa giải trước, Grace đã giảm số lần ném bóng và chỉ còn đôi khi chơi vị trí này từ năm 1889. Đầu thập niên 1890, cácVấn đề chấn thương, đặc biệt ở đầu gối, tác động vào đầu thập niên 1890 và Grace đã có mùa giải tệ nhất vào năm 1891 khi không có century nào và điểm trung bình chỉ đạt 19,76. Tuy vậy, ít ai nghi ngờ việc Grace dẫn dắt tuyển Anh du đấu 1891–92 tại Úc. Đội Úc dưới sự dẫn dắt của Jack Blackham thắng 2–1 trong loạt ba trận.

#### 1892 đến 1894
Sau các vấn đề chấn thương và sa sút phong độ năm 1890 và 1891, Grace hồi phục phần nào trong ba mùa giải tiếp theo và đạt 1.000 run mỗi mùa.

#### 1895
Ngược với mọi dự đoán, Grace đã tạo ra kỳ tích "Mùa hè Ấn Độ" vào mùa giải 1895. Ông hoàn thành trận đấu thứ 100 của mình cho Gloucestershire khi gặp Somerset vào tháng 5. Đồng đội đánh bóng lúc ấy Charlie Townsend nói khi Grace sắp đạt: "Đây là lần duy nhất tôi thấy anh ấy bối rối..." Cuối cùng thì khi Sammy Woods ném bóng thẳng tới, Grace đã đánh bóng ghi được 4 run để có century. Sau đó, Grace tiếp tục có mức 1.000 run trong tháng, lần đầu tiên đạt được với các điểm 13, 103, 18, 25, 288, 52, 257, 73 không bị loại, 18 và 169 tổng cộng là 1.016 run từ ngày 9 đến 30 tháng 5. Tổng điểm của Grace cả mùa giải là 2.346 với điểm trung bình 51,00 cùng đạt 9 century. Lưu ý ông đã 46 tuổi vào đầu mùa giải. Sau "Mùa hè Ấn Độ", Grace là người duy nhất nhận được giải thưởng Wisden Cricketers of the Year (Cầu thủ cricket của Năm do Wisden trao tặng) cho năm 1896, lần đầu tiên trong ba lần duy nhất Wisden giới hạn chỉ một cầu thủ nhận giải, vì thường có năm người nhận.

#### 1896 đến 1899
Tháng 7 năm 1898, khi tròn 50, Grace đã hơi mập và không còn nhanh nhẹn như trước, đồng nghĩa sẽ không chơi ở vị trí lượm bóng (fielder) được nữa. Ông vẫn là tay đánh bóng cừ khôi và ném bóng chậm hữu ích khi cần, nhưng rõ ràng sự nghiệp cricket đã ở giai đoạn cuối và thường được gọi là "The Old Man" (Ông già). Như một dịp đặc biệt, ủy ban MCC sắp xếp trận đấu Gentlemen v Players năm 1898 trùng với sinh nhật lần thứ 50 của Grace, ông ghi được 43 điểm và 31 không loại dù đi khập khiễng và tay bị thương. Năm 1899, Grace dừng góp mặt cho tuyển Anh lẫn Gloucestershire và chuyển đến Nam Luân Đôn, tại đó ông gia nhập câu lạc bộ mới London County.

#### 1900 đến 1908
Năm 1904, London County không còn tư cách chơi hạng nhất nữa, số lần ra sân của Grace giảm dần trong bốn mùa giải tiếp theo cho đến ngày cuối cùng vào năm 1908. Lần Grace ra sân cuối cùng cho Gentlemen đấu với Players thì đã kết thúc vào tháng 7 năm 1906 tại The Oval. Ngày 20–22 tháng 4 năm 1908 là trận hạng nhất cuối cùng của Grace khi chơi cho Gentlemen of England gặp Surrey trên sân The Oval. Mở đầu lượt chơi, Grace ghi được 15 và 25.

### Gentlemen v Players
Năm 1864, sau khi ghi được 5 và 38 cho câu lạc bộ South Wales trong trận đấu đầu tiên trên sân The Oval, Grace thể hiện xuất sắc trong trận tiếp theo khi ghi được 170 và 56 không loại khi gặp Gentlemen of Sussex trên sân Royal Brunswick Ground ở Hove. Lượt đạt 170 điểm là century đầu tiên của Grace trong một trận có thứ hạng. Trận thứ ba gặp Marylebone Cricket Club (MCC) là lần đầu tiên Grace thi đấu trên sân Lord's, trận này cũng có cả E. M. mới trở về sau khi du đấu Úc. Grace ghi được 50 điểm trong lượt đầu tiên chỉ ba ngày sau sinh nhật thứ 16.
Đã có danh tiếng trong làng cricket, Grace chơi cho Gentlemen of the South gặp Players of the South vào tháng 6 năm 1865 khi mới 16 tuổi nhưng đã cao 1,88 m (6 ft 2 in) cao và nặng 11 st (70 kg). CricketArchive coi đây là trận hạng nhất đầu tiên của Grace. Grace ném bóng cực hay với đánh giá 13/84. Chính màn trình diễn này đã giúp Grace lần đầu được dự loạt Gentlemen v Players danh giá.

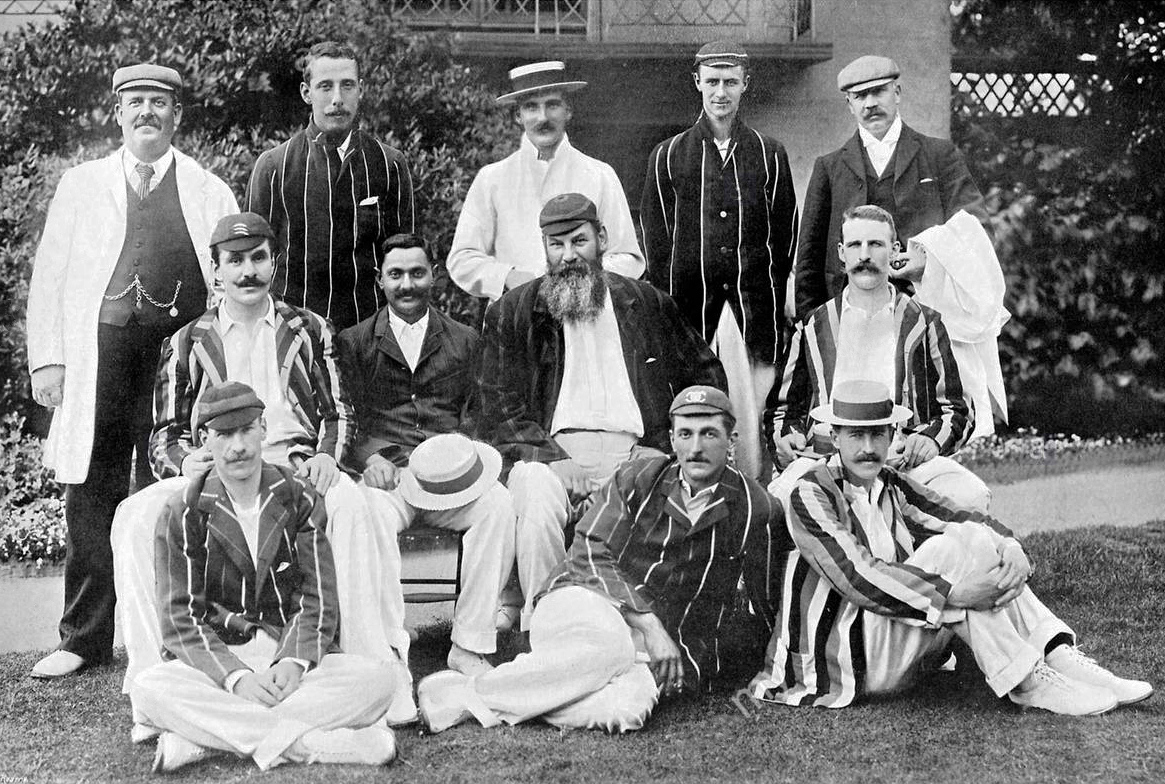
Đội Gentlemen với Grace làm đội trưởng đấu với Players, sân Lord's năm 1899

Trong thời kỳ này, trước khi có Test cricket vào năm 1877, Gentlemen v Players là trận đấu danh giá nhất mà cầu thủ có thể tham dự. Trận này khác với trận Bắc-Nam. Trận đối đấu Bắc-Nam thường có chất lượng cao hơn về mặt kỹ thuật do các Gentlemen nghiệp dư thường dưới cơ cầu thủ chuyên nghiệp (cho đến khi Grace hiện diện). Grace đại diện cho Gentlemen đấu với Players từ năm 1865 đến năm 1906. Chính ông là người tạo điều kiện cho những người nghiệp dư thi đấu được với cầu thủ chuyên nghiệp được chi trả theo cấp độ, để rồi thường đánh thắng họ nhiều hơn là thua. Khả năng thành thạo ném bóng nhanh của Grace chính là mấu chốt. Trước khi có Grace, Gentlemen thua 19 trận liên tiếp; còn khi có Grace trong đội hình, trong 39 trận tiếp theo họ thắng 27 và chỉ thua 4. Trong các lượt đấu từ 1871 đến 1873, Grace ghi được 217, 77 và 112, 117, 163, 158 và 70. Trong toàn bộ sự nghiệp, Grace đạt kỷ lục 15 century trong loạt trận này.
Trận Grace ra mắt năm 1865 đã không lật ngược tình thế khi Players giành chiến thắng với 118 run trên sân The Oval. Grace chơi khá tốt và được 7 wicket nhưng chỉ ghi được 23 và 12 không bị loại. Trong trận đấu thứ hai năm 1865 tại sân Lord's, Gentlemen cuối cùng đã chấm dứt được chuỗi thua dài khi thắng hơn 8 wicket, nhưng không phải W. G. mà là E. M. Grace mới đóng vai trò quan trọng với 11 wicket. Dù vậy, Grace kịp ghi dấu ấn với 34 trên 77–2 trong lượt thứ hai để đưa Gentlemen đến chiến thắng.
Năm 1870, Grace ghi được 215 điểm là century kép đầu tiên trong loạt trận Gentlemen v Players.
Năm 1899, Grace chơi lần cuối cho Gentlemen trên sân Lord's, về sau ông vẫn tiếp tục đại diện cho Gentlemen trên những sân khác cho cho đến năm 1906.

### Câu lạc bộ Cricket Marylebone (MCC)
Năm 1860, Grace gia nhập Marylebone Cricket Club (MCC) sau khi được thủ quỹ Thomas Burgoyne đề xuất và thư ký Robert Allan Fitzgerald tán thành. Do rạn nứt gia tăng giữa những cầu thủ chuyên nghiệp phía bắc và Surrey, MCC e ngại mất đi uy thế nếu Grace theo chuyên nghiệp, nên cốt yếu phải kéo được Grace về phía mình. Khi có được Grace, cuộc tranh chấp gần như đã kết thúc nhưng người ta nói rằng "MCC đã giành uy thế nhờ vào thành công của W. G.". Grace mang màu sắc MCC trong phần sự nghiệp còn lại, chơi không thường xuyên cho đến năm 1904, chiếc mũ đỏ vàng MCC gắn liền với ông giống như bộ râu đen vậy. Grace chỉ chơi trên cơ sở MCC trả chi phí nhưng mọi hy vọng rằng câu lạc bộ hàng đầu này sẽ giữ chắc ông ở hạng nghiệp dư sẽ sớm phải thất vọng vì họ cần đến Grace quá nhiều.
Khi còn là sinh viên y khoa, Grace là người đầu tiên có mặt khi George Summers bị đánh vào đầu dẫn đến tử vong 4 ngày sau đó. Tai nạn xảy ra trong trận MCC gặp Nottinghamshire tại sân Lord's vào tháng 6 năm 1870. Khi Summers bị đánh thì Grace đang ở vị trí lượm bóng liền đến bắt mạch cho Summers. Summers tỉnh lại nhưng Grace khuyên nên rời sân. Summers không đi viện và về sau thì phát hiện ra bị nứt sọ. Trong thế kỷ 19, sân Lord's nổi tiếng gồ ghề, không bằng phẳng và không dự tính được, nhiều cầu thủ trong đó gồm cả Grace coi sân này là nguy hiểm.

### Gloucestershire

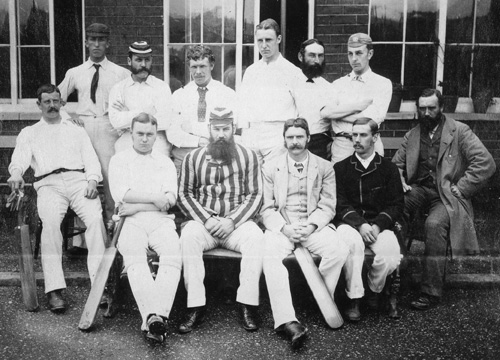
Câu lạc bộ cricket hạt Gloucestershire năm 1880 ngay trước khi Fred Grace qua đời. W. G. Grace ngồi chính giữa hình. Fred (đội mũ) đứng thứ ba từ trái sang. Billy Midwinter (ngay sau W. G.) đứng thứ tư từ trái sang. E. M. (để râu) đứng thứ sáu từ trái sang.

Ý kiến rộng rãi cho rằng Câu lạc bộ cricket hạt Gloucestershire được chính thức thành lập năm 1870, phát triển từ câu lạc bộ West Gloucestershire của tiến sĩ Henry Grace. Gloucestershire giành quyền chơi hạng nhất sau khi thắng Surrey tại Durdham Down gần Bristol vào ngày 2, 3 và 4 tháng 6 năm 1870. Với sự góp sức của ba anh em nhà Grace, Gloucestershire thắng hơn đến 51 run và nhanh chóng trở nên một trong những đội xuất sắc nhất nước Anh. Câu lạc bộ được đồng thuận trao Champion County năm 1876 và 1877, đồng nhận vào năm 1873 cũng như tuyên bố có được vào năm 1874. Trận lượt về diễn ra tháng 7 năm 1870 trên sân The Oval, Gloucestershire tiếp tục thắng lợi trước một lượt và 129 run. Grace ghi được 143 điểm, tổng phối hợp với Frank Townsend (89) là 234. Nhà Grace "chạy show" tại Gloucestershire và E. M. được chọn làm thư ký, như Birley cho hay "anh ta quản lý chi phí, dẫn đến bê bối bị phanh phui cuối thập kỷ". Dù chỉ mới 21 tuổi, W. G. đã bắt đầu làm đội trưởng, Birley lý giải là do ông có "sức hút thương mại".
Tháng 7 năm 1878, Gloucestershire lần đầu tiên đến sân Old Trafford Cricket Ground để đấu với Lancashire, trận này được Francis Thompson bất tử hóa trong bài thơ điền dã At Lord's. Trong một trận đấu với Surrey tại Clifton, bóng lọt vào áo Grace sau khi đánh, ông đã chớp cơ hội hoàn thành một số run trước khi bên lượm bóng buộc ông dừng lại. Grace tuyên bố rất khôn rằng nếu định bỏ bóng ra sẽ bị loại với lỗi tay chạm bóng. Sau khi thảo luận, đồng thuận là Grace được 3 run.
Sau những thành công rực rỡ thập niên 1870, Gloucestershire tàn lụi vào thập niên 1880. Một trong những lý do là Fred chết sớm vì viêm phổi năm 1880, quan điểm được đưa ra là "[đội] hạt không bao giờ trở lại được như cũ khi thiếu vắng anh ta". Ngoài W. G., để mà sánh với Fred Grace khi ấy thì chỉ có dân chuyên nghiệp mà thôi. Khác với các hạt đông nam và bắc, Gloucestershire không thu được nhiều tiền vé cũng như ngân quỹ cần thiết đảm bảo có được các cầu chuyên nghiệp chất lượng cao. Đây là thời điểm thế hệ chuyên nghiệp mới xuất hiện như Billy Gunn, Maurice Read và Arthur Shrewsbury. Kết quả là Gloucestershire trượt ngã trong cuộc đua các hạt, không còn sánh được với Nottinghamshire, Surrey và Lancashire, những đội có tuyển thủ mạnh nhất thập niên 1880.
Công ty Crystal Palace ở Luân Đôn mời Grace đến giúp thành lập Câu lạc bộ Cricket hạt Luân Đôn (London County  Cricket Club). Grace chấp nhận và trở thành thư ký, quản lý và đội trưởng câu lạc bộ với mức lương năm là 600 bảng Anh. Kết quả là Grace cắt quan hệ với Gloucestershire trong mùa giải năm 1899.

### United South of England Eleven (USEE)
Edgar Willsher thành lập đội United South of England Eleven (USEE) năm 1865 nhưng thời hoàng kim của các đội du đấu đã qua và nhà tổ chức cạn hết cả sức thu hút mới. Grace đã từng chơi cho USEE trước đó rồi chính thức gia nhập làm nhà tổ chức trận đấu cho câu lạc bộ năm 1870. Ông được trả cho công việc này nhưng cũng chỉ nhận phần phí tổn mà thôi.

### Du đấu nước ngoài
Trong cả sự nghiệp, Grace đã ba lần du đấu nước ngoài. Lần đầu là đến Hoa Kỳ và Canada với đội Robert Allan Fitzgerald vào tháng 8 và tháng 9 năm 1872. Câu lạc bộ Montréal trả phí tổn. Mùa đông trước đó, họ viết thư mời Fitzgerald lập đội tuyển. Grace và đồng đội nghiệp dư hoàn toàn đã "giải quyết lẹ những đội yếu" khi đối mặt. Đội hình khi đó có hai đội trưởng Anh tương lai khác. Một là A. N. Hornby những năm về sau trở thành đối thủ của Grace; hai là George Harris (Lord Harris) về sau là bạn thân và đồng đội ăn ý. Ngày 8 tháng 8, cả gặp nhau tại Liverpool rồi lên tàu SS Sarmatian cập cảng Québec ngày 17 tháng 8. Simon Rae kể lại rằng Grace và Harris gắn bó với nhau vì cả hai đều bị say sóng. Các trận đấu diễn ra ở Montréal, Ottawa, Toronto, London, New York, Philadelphia và Boston. Ngày 27 tháng 9, đội rời Québec và cập cảng Liverpool ngày 8 tháng 10. Chuyến du đấu là "đỉnh cao (của Grace) những năm đầu" và ông đã "lưu giữ những kỷ niệm đẹp về nó" trong suốt quãng đời còn lại, gọi đó là "chuyến dã ngoại vui vẻ kéo dài" như đề cập trong Hồi ức.
Grace đến Úc năm 1873–74 với tư cách đội trưởng "W. G. Grace's XI". Vào sáng khởi hành từ Southampton, Grace đáp lại những lời chúc rằng "có nhiệm vụ thi đấu để duy trì danh dự cricket Anh và nâng tầm phẩm chất cao đẹp của các cầu thủ cricket Anh". Nhưng toàn đội và cá nhân Grace không đạt được mục tiêu này. Kết quả tích cực nhất chỉ là có được chuyến du đấu sau 10 năm, "bổ sung cần thiết cho cricket Úc". Gần như mọi vấn đề đều do chính Grace với "tính cách độc đoán" đã đánh mất tất cả thiện chí mọi người dành cho mình. Bản thân cả đội cũng có cảm thấy tệ vì Grace vốn thường hòa đồng với các cầu thủ chuyên nghiệp, thì nay trong suốt chuyến du đấu lại áp đặt vấn đề phân biệt thứ hạng. Còn về kết quả, đội đã thi đấu khá tốt sau khởi đầu tệ hại, nhận thua trước cả Victoria lẫn New South Wales. Tổng cộng có 15 trận nhưng không trận nào được ghi nhận là hạng nhất.
Bất chấp chấn thương năm 1891, ít ai nghi ngờ việc Grace sẽ làm đội trưởng tuyển Anh du đấu mùa đông năm sau khi dẫn dắt Lord Sheffield đến Úc vào năm 1891–92. Jack Blackham dẫn dắt Úc đã giành chiến thắng 2–1 trong loạt ba trận.

### Sự nghiệp Test
Tuy có những trận được công nhận ngược về trước, nhưng chính thức thì Test cricket khởi đầu vào năm 1877 khi Grace đã 28 tuổi. Năm 1880, Grace lần đầu tiên tham gia và ghi được century đầu tiên cho đội Anh gặp Úc. Trong suốt thập niên 1880 và 1890, Grace đã thi đấu 22 trận Test cho đội Anh, đều là gặp Úc. Ông nghiễm nhiên được lựa chọn vào tuyển Anh khi thi đấu trên sân nhà, chuyến du đấu Test duy nhất của Grace tới Úc là năm 1891–92.

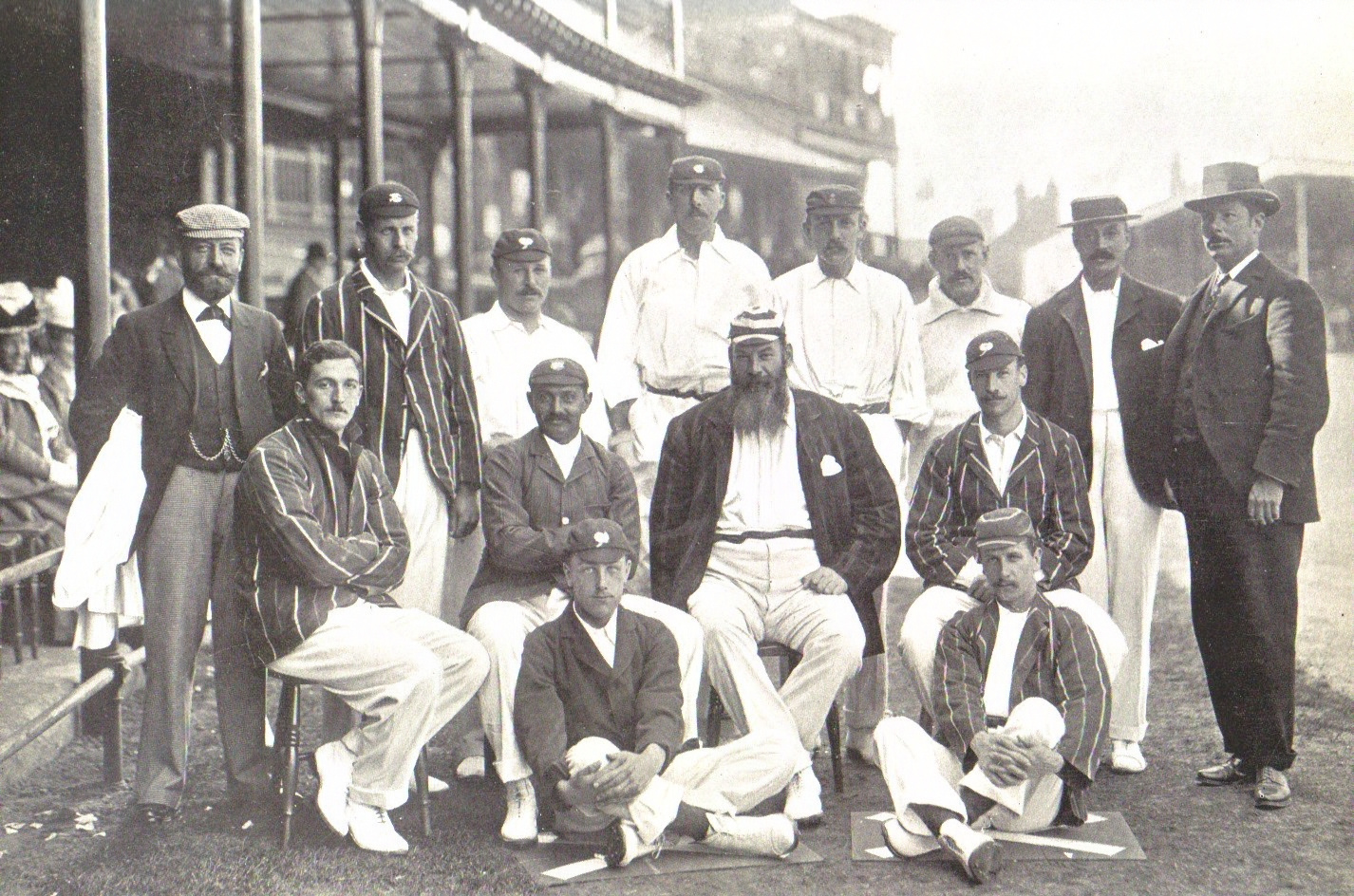
Đội tuyển Anh trong trận Test cuối cùng của W. G. Grace tại Trent Bridge năm 1899

Trận Test đáng nhớ nhất của Grace là Anh gặp Úc năm 1882 trên sân The Oval. Nhờ Spofforth ăn 14 wicket, Úc đã giành chiến thắng hơn 7 run và huyền thoại cúp The Ashes ra đời ngay sau đó. Grace chỉ ghi được 4 và 32 và phải chịu trách nhiệm về việc đã "khai hỏa" Spofforth. Khi ấy, Grace đã thực hiện hành vi hợp lệ nhưng phi thể thao để loại Sammy Jones.
Năm 1886 trên sân The Oval, Grace đạt wicket phối hợp Test cao nhất là 170 cùng với William Scotton. Grace cũng ghi được riêng 170 và đó là điểm cao nhất trong sự nghiệp Test của ông.
Năm 1896, trên sân xảy ra một chuyện thường hay được nhắc lại, cầu thủ ném bóng nhanh phía Úc Ernie Jones thực hiện cú ném ngắn (short-pitched) gần mặt Grace đến nỗi như xuyên qua cả bộ râu. Grace được cho là đã phản ứng với đội trưởng Úc Harry Trott: "Này, thế này là sao?" Trott bảo Jones: "Bình tĩnh đi Jonah". Jones đáp: "Xin lỗi bác sĩ, lỡ thôi". Câu chuyện có nhiều phiên bản, dù một số nguồn chép lại việc này xảy ra trong một trận Test, nhưng có chút ngờ vực rằng phải là trong trận trận mở màn du dấu tại Sheffield Park mới đúng. Cả hai cầu thủ chơi trận ấy là C. B. Fry và Stanley Jackson đã xác nhận độc lập về việc này, khi ấy Jackson còn đang đánh cặp với Grace.
Grace 51 tuổi làm đội trưởng tuyển Anh gặp Úc trong loạt Test thứ nhất năm 1899 tại Trent Bridge. Sự ục ịch của Grace đã trở thành gáng nặng trên sân. Nhận ra hạn chế của mình, Grace quyết định từ chức giao lại cả vị trí thi đấu lẫn chức đội trưởng cho Archie MacLaren. Có bằng cớ cho thấy rõ ràng Grace đã "sắp xếp" rời tuyển Anh khi hỏi C. B. Fry rằng có nên để MacLaren được chơi trong trận Test thứ hai không. Fry cũng là một ứng viên cho vị trí này nhưng đến họp muộn và đã trả lời có. Grace nói "Như vậy đi" rồi nhanh chóng giã từ sự nghiệp cricket quốc tế. Giải thích về quyết định của mình sau đó, Grace buồn bã thừa nhận kỹ năng chạy sân lượm bóng đã giảm "sân chơi đã xa quá rồi".

### London County

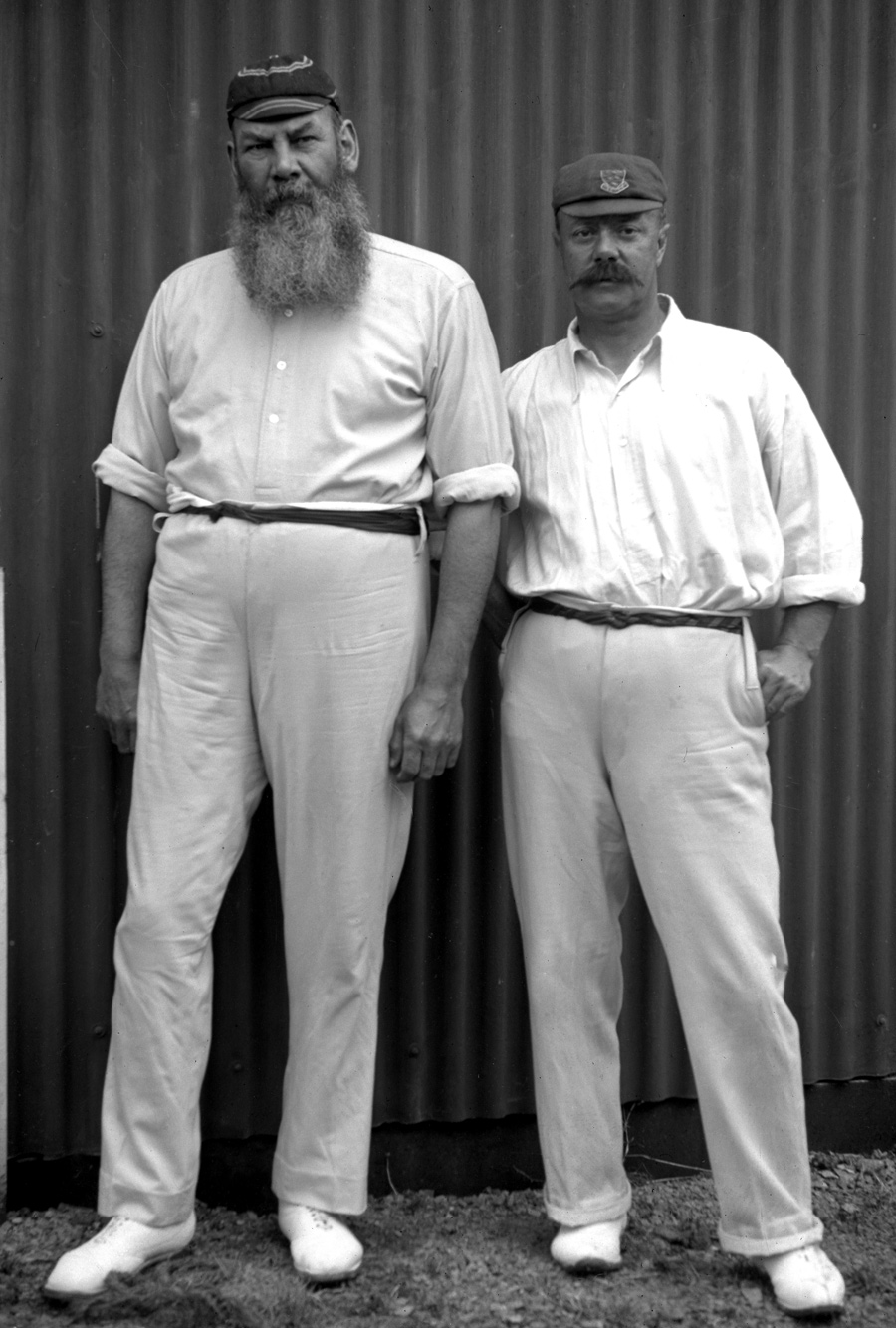
Grace (trái) với cựu đội trưởng Test của Úc Billy Murdoch khi cả hai chơi cho London County

Kết thúc sự nghiệp thi đấu quốc tế năm 1899, Grace bước vào giai đoạn cuối trong sự nghiệp hạng nhất nói chung khi gia nhập Câu lạc bộ Cricket Hạt Luân Đôn (London County Cricket Club) mới thành lập, trụ sở tại Crystal Palace Park. Câu lạc bộ chơi hạng nhất từ năm 1900 đến năm 1904. Sự hiện diện của Grace ban đầu đã thu hút các cầu thủ hàng đầu khác vào đội, bao gồm C. B. Fry, Ranjitsinhji và Johnny Douglas. Nhưng giải County Championship càng trở nên quan trọng, kết hợp với phong độ sa sút không thể tránh khỏi của Grace, cũng như thiếu yếu tố cạnh tranh trong các trận đấu ở Luân Đôn làm số cầu thủ đến suy giảm và hậu quả là câu lạc bộ thua lỗ. Tuy nhiên, Grace vẫn là điểm thu hút và vẫn có thể tạo ra những màn trình diễn hay. Cuối năm 1902, dù ở tuổi 54 vào cuối mùa giải, ông vẫn ghi được 1.187 run ở hạng nhất, 2 century, điểm trung bình đạt 37,09. London County chơi những trận hạng nhất cuối vào năm 1904 và giải thể năm 1908.

### Những năm sau
Bất chấp tuổi tác và phát tướng, Grace vẫn tiếp tục chơi cricket nhỏ (minor) trong vài năm sau khi nghỉ thi đấu hạng nhất. Trận áp chót cũng là trận cuối Grace chơi ở vị trí đánh bóng diễn ra vào ngày 25 tháng 7 năm 1914 chỉ một tuần sau sinh nhật thứ 66, ông chơi cho Cricket Eltham Club trên sân của Grove Park. Ông đóng góp 69 điểm bất bại trên tổng điểm 155–6, khi bắt đầu lượt thì đang là 31–4. Grove Park cũng đáp trả 99–8. Trận cuối của Grace là trận Eltham gặp Northbrook ngày 8 tháng 8, vài ngày sau khi Chiến tranh thế giới thứ nhất bùng nổ, trận này ông không đánh bóng hay ném bóng.

## Phong cách và kỹ thuật

### Tiếp cận cricket
Bản thân Grace đã nói nhiều về cách chơi cricket trong hai cuốn sách Cricket (1891) và Reminiscences (1899) đều thuê người viết. Ý kiến nền tảng là các vận động viên cricket "không phải bẩm sinh" mà phải được nuôi dưỡng để phát triển các kỹ năng thông qua huấn luyện và tập tành. Cá nhân ông có được kỹ năng là thực hành liên tục khi còn bé dưới sự hướng dẫn của người cậu Alfred Pocock.
Dù đạo đức nghề nghiệp có tầm quan trọng hàng đầu trong quá trình phát triển bản thân, nhưng Grace nhấn mạnh rằng cricket cũng phải vui và thoải mái thừa nhận rằng cả nhà mình đều chơi theo cách "ồn ào náo nhiệt" với nhiều "trò đùa" (thời Victoria từ này để chỉ sự trêu chọc). Cụ thể trong suốt sự nghiệp, W. G. và E. M. luôn được chú ý vì ồn ào náo nhiệt trên sân. Tính tranh đua của họ cực cao và và luôn chơi nhằm tới chiến thắng. Đôi lúc cực đoan trở thành chơi không đẹp khiến người ta luôn tranh cãi về E. M. và W. G..
Ký thuật trên báo Úc, 1874
Vì chơi không đẹp cũng như cứ cho mình đúng, rồi lại cho rằng người Úc mới là những kẻ như vậy, nên Grace chưa bao giờ có quan hệ tốt với người Úc nói chung dù rằng cũng có những người bạn như Billy Midwinter và Billy Murdoch.
Ở Anh cũng vậy, thậm chí bạn cũ Lord Harris cũng đồng ý "việc chơi không đẹp là một trong những câu chuyện về anh ta". Vấn đề là Grace "tiếp cận cricket như thể đang trong cuộc chiến nhỏ" và "phải chiến thắng bằng mọi giá". Người Úc hiểu ra sau 20 năm khi Joe Darling phát biểu trong lần đầu du đấu nước Anh năm 1896: "Tất cả chúng tôi đều được dặn không được tin cậy Old Man vì ông ta luôn muốn giành chiến thắng và là một kẻ đại bịp".

### Đánh bóng

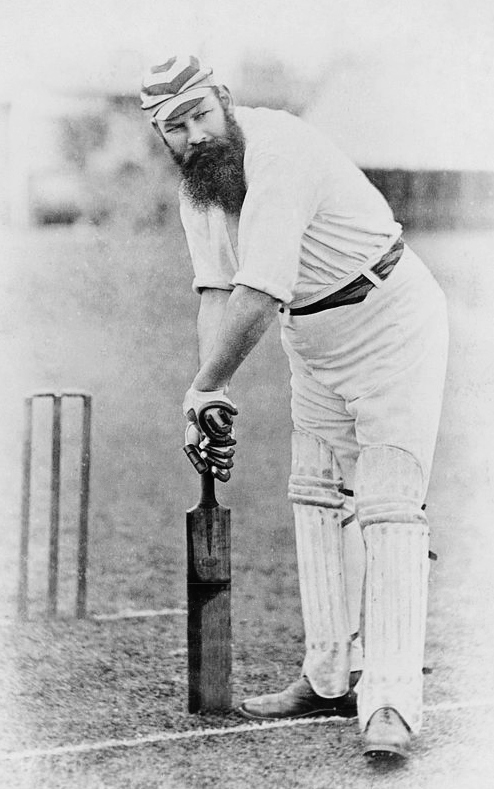
W. G. Grace bảo vệ wicket

"W. G." là cầu thủ đánh bóng rất chính xác. Vai trái hướng về người ném bóng. Anh cầm gậy thẳng và vụt thẳng vào bóng. Bộ râu ngay phía trên bóng khi Grace đánh– ý tôi là đánh vào bóng ấy chứ không phải râu. Anh là người đánh thẳng mạnh nhất mà tôi từng thấy. Khi anh ấy đánh bóng, tôi mừng vì là người đứng phía sau cọc wicket.
Colonel Frank Crozier, 'The Man Who Played With Grace'

Về kỹ năng đánh bóng, C. L. R. James cho rằng bản phân tích tốt nhất về phong cách và kỹ thuật của Grace được một tay đánh bóng có hạng khác là K. S. Ranjitsinhji viết trong Jubilee Book of Cricket (đồng viết với C. B. Fry). Theo Ranjitsinhji, bằng kỹ năng phi thường, Grace đã "cách mạng hóa môn cricket và phát triển hầu hết các kỹ thuật đánh bóng hiện đại" và là "sách gối đầu giường về đánh bóng". Trước thời Grace, cầu thủ đánh bóng sẽ chơi tiến hoặc lùi, tạo ra điểm đặc sắc cho một cú đánh nhất định. Grace "lấy thực dụng làm tiêu chí cho phong cách", kết hợp cả lối chơi tiến và lùi vào các cú đánh, chỉ làm những gì phù hợp với lúc bóng bay tới. Ranjitsinhji hay trích dẫn về Grace "anh ấy đã biến nhạc cụ một dây cổ [ám chỉ gậy cricket] thành đàn lia nhiều dây" và rằng "lý thuyết đánh bóng hiện đại về cơ bản là kết quả đến từ suy nghĩ và hành động của W. G. cho môn thể thao này".
Ranjitsinhji tóm tắt tầm quan trọng của Grace đối với sự phát triển của môn cricket: "Tôi cho rằng anh ấy không chỉ là cầu thủ xuất sắc nhất từng có trên đời hay còn chưa sinh ra, mà còn là người tạo ra cách đánh bóng hiện đại". Năm 1975, tác giả kiêm phát thanh viên cricket John Arlott ủng hộ quan điểm này rằng Grace "đã tạo ra cricket hiện đại".
Nhưng kỹ năng phi thường của Grace đã được sớm công nhận trong sự nghiệp, đặc biệt là từ các cầu thủ ném bóng chuyên nghiệp. Sau lần đầu chạm trán Grace năm 1869, cầu thủ ném bóng nhanh Tom Emmett của Yorkshire và tuyển Anh đã gọi ông là "không ai sánh được như vậy" với "sinh ra để chơi với gậy đánh bóng nhỏ hơn".
H. S. Altham chỉ ra rằng trong phần lớn sự nghiệp, Grace đã chơi trên những sân pitch mà "nam sinh thời hiện đại cho là không phù hợp cho một trận đấu trong nhà" hay trên sân không có đường biên khiến cho mọi cú đánh bóng bao gồm cả những cú "bay mất hút" được trọn hết cả run. Rowland Bowen ký thuật lại "Mùa hè Ấn Độ" năm 1895 của Grace là mùa giải đầu tiên mà các sân pitch tại Anh được dùng vật liệu marl kết dính, đảm bảo cho "wicket đứng vững".
Chính nhờ sự kiên trì của Alfred Pocock mà Grace đã học được cách đánh thẳng và phát triển khả năng phòng ngự hợp lý để ngăn chặn hoặc bỏ lại bóng ném tới tốt, và ghi điểm khi đối thủ ném bóng kém. Điều này đối lập  với E. M., người "luôn đánh bóng" và khả năng phòng ngự cơ bản không tốt bằng. Tuy nhiên khi kỹ năng phát triển, Grace trở thành tay đánh bóng mạnh mẽ với đầy đủ các cú đánh. Khi phong độ tốt nhất, Grace dễ dàng ghi điểm. Có thể chơi mọi vị trí, Grace cũng là cầu thủ đánh bóng mở màn.

### Ném bóng
Altham gọi Grace là mẫu người ném bóng thuộc về "trung học tại gia dễ dàng thời xưa". Dùng kỹ thuật ném roundarm (vòng tay), Grace rất thạo thay đổi tốc độ ném và đường ném chậm hiệu quả từ nửa trái sân. Đặc điểm chính là độ dài bóng tuyệt vời mà Grace luôn duy trì được. Ban đầu, Grace luôn ném bóng tốc độ trung bình nhanh nhưng vào thập niên 1870 lại chuyển sang phong cách chậm với kỹ thuật leg break. Nhưng bóng của Grace chỉ lái trái một ít, vừa đủ ngang qua trái người đánh bóng cho tới wicket. Ông cũng đặt một cầu thủ lượm bóng tại vị trí chiến thuật trên đường biên trái, cái bẫy này đôi lúc thành công. Grace vẫn tiếp tục dùng kỹ thuật ném roundarm trong khi hầu hết các cầu thủ ném bóng khác đều áp dụng overarm (trên tay) mới.

### Lượm bóng
Khi ở đỉnh cao, Grace được chú ý nhờ khả năng lượm bóng (fielding) ngoại hạng và ném bóng lại rất mạnh; từng có ghi nhận ông ném trái bóng cricket xa đến 122 thước trong một sự kiện điền kinh ở Eastbourne. Grace thừa nhận có được kỹ năng này là do hàng ngày luyện tập ném quạ khi còn nhỏ. Giai đoạn sau trong đời, Grace nhận xét tiêu chuẩn lượm bóng của Anh bị suy giảm và đó là do "số bọn con trai nhà quê được cánh tay mạnh mẽ bằng cách lấy đá ném chim ngoài đồng ngày càng giảm".
Phần lớn thành công của Grace khi ở vị trí ném bóng chính là nhờ chơi lượm bóng cừ bổ sung vào đó. Ngay sau khi giao bóng, Grace đã kiểm soát phần sân trái nhiều đến nỗi giống như có một đường trung lộ thêm vào và thực hiện một số pha bắt bóng phi thường theo cách này.
Trong thời kỳ đầu sự nghiệp, Grace thường chơi lượm bóng ở vị trí long-leg hoặc cover-point, còn về sau hay đứng tại point. Vào thời kỳ đỉnh cao, khi chơi lượm bóng, Grace là tay ném cừ, chạy nhanh và bắt bóng an toàn.

## Thi đấu nghiệp dư
Tháng 1 năm 1879 diễn ra cuộc điều tra chi phí tại Gloucestershire, W. G. và E. M. buộc phải trả lời các cáo buộc khi nhận "chi phí cắt cổ", đây là một trong vài lần hoạt động kiếm tiền của họ bị thách thức nghiêm trọng. Yêu cầu thanh toán được gửi tới Surrey liên quan đến trận đấu gây tranh cãi năm 1878, trong đó Billy Midwinter được đưa vào thay người muộn, nhưng Surrey từ chối thanh toán và dẫn đến điều tra. Nhà Grace cố đứng vững qua "cuộc họp kéo dài và đầy sóng gió", E. M. vẫn giữ được ghế chủ chốt là thư ký câu lạc bộ. Dù vậy về sau ông buộc phải kết nối với ủy ban tài chính mới và tuân thủ quy tắc nghiêm ngặt hơn.
Vụ việc soi rọi vấn đề tình trạng nghiệp dư trên danh nghĩa của anh em nhà Grace. Theo định nghĩa, cầu thủ nghiệp dư không được trả tiền, châm ngôn của Câu lạc bộ cricket Marylebone do nghiệp dư nắm giữ là  "một quý ông (gentleman) không nên kiếm lời chút nào từ việc chơi cricket". Giống như tất cả cầu thủ nghiệp dư, họ yêu cầu thanh toán chi phí đi lại và chỗ ở nơi đến và nơi đi để chơi các trận cricket. Nhưng có nhiều bằng chứng cho thấy anh em Grace kiếm được nhiều hơn từ việc chơi bóng hơn là chỉ nhận hoàn trả chi phí thực tế, riêng W. G. "kiếm được nhiều hơn bất kỳ cầu thủ chuyên nghiệp nào". Trong những năm về sau, Grace phải trả tiền thuê locum tenens (bác sĩ thực hành thay thế tạm thời) để điều hành cơ sở y tế của mình khi đang chơi cricket; ông nổi tiếng về việc chữa trị cho bệnh nhân nghèo mà không tính phí. Ông được trả lương cho vai trò thư ký và quản lý của câu lạc bộ London County. Ông cũng nhận hai quà tặng mến mộ. Lần đầu vào ngày 22 tháng 7 năm 1879 tại sân Lord's, Lord Fitzhardinge trao quà là đồng hồ bằng đá cẩm thạch, hai đồ trang trí bằng đồng và tấm séc trị giá 1.458 bảng Anh (tương đương £187.300 năm 2023). Lần thứ hai là năm 1896, MCC, hạt Gloucestershire, The Daily Telegraph và The Sportsman cùng tổng lại tới £9.703 (tương đương £1.418.200 năm 2023) tặng cho Grace để thể hiện sự đánh giá cao "Mùa hè Ấn Độ" năm 1895 của ông.

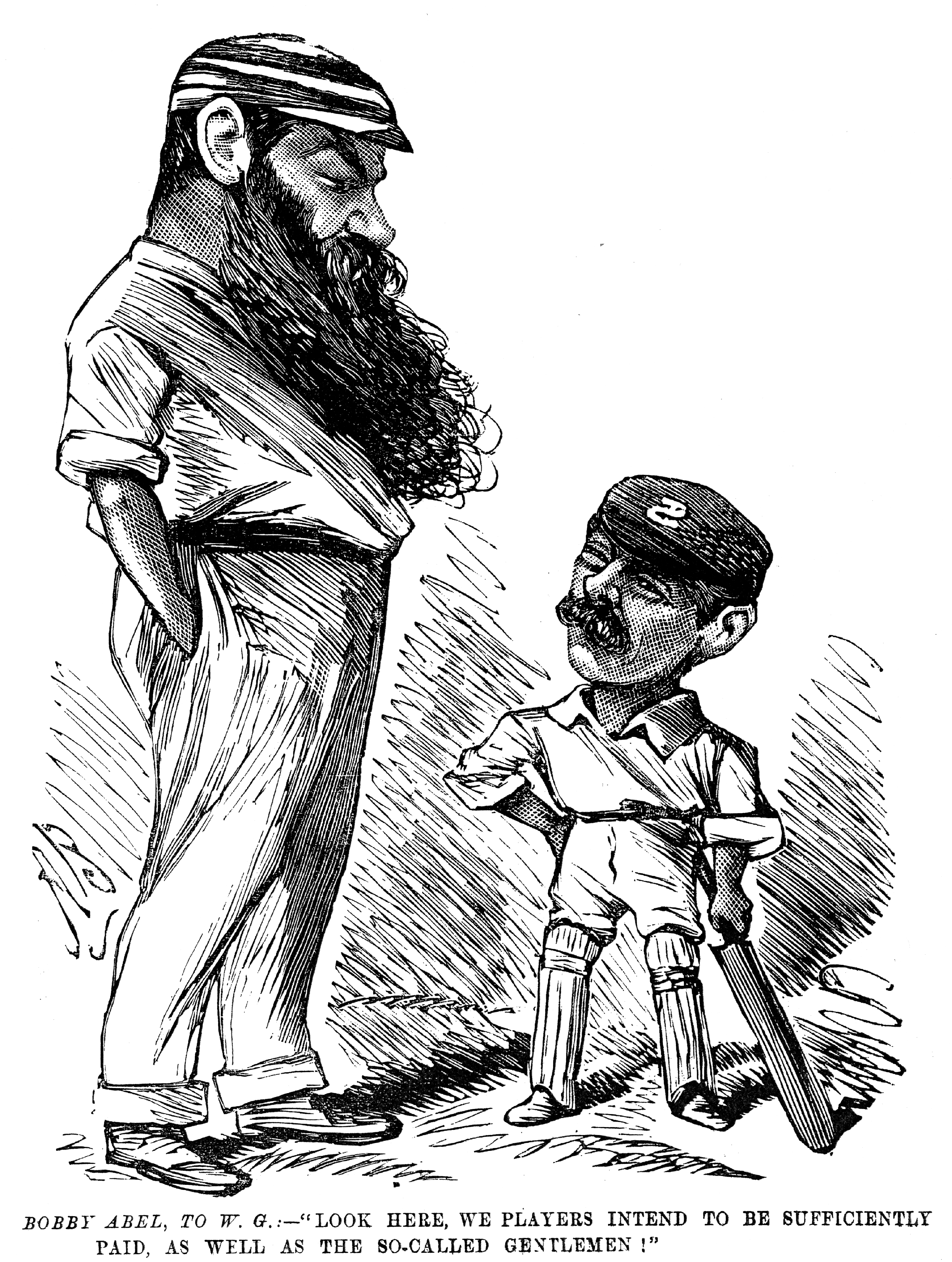
Biếm họa Entr'acte: Bobby Abel nói với W. G. Grace: "Hãy nhìn đây, những cầu thủ chúng ta chỉ cần được trả đủ, giống như được gọi là quý ông (nghiệp dư)!"

Bất kể chỉ trích Grace kiếm tiền từ cricket ra sao thì ông vẫn "rất tận tâm trợ giúp khi (các cầu thủ chuyên nghiệp) được hưởng lợi". Ví dụ vào năm 1879 khi mưa làm hỏng trận đấu mang lại khoản lợi cho Alfred Shaw, Grace nhất quyết lấy tiền từ một trận khác vốn dành làm quỹ tặng phẩm riêng mình để quyên góp cho Shaw. Khi Edgar Willsher gặp phải vấn đề tương tự, Grace lựa ra một đội đấu với Kent vài ngày sau, toàn bộ số tiền thu cũng được dành cho Willsher. Lần khác, vì một cầu thủ Yorkshire mà Grace đã đổi lịch đấu của Gloucestershire để có thể đến Sheffield, ông biết rõ sự hiện diện của mình sẽ giúp tăng tiền vé thu được. John Arlott ghi lại "không lạ khi thấy bên ngoài sân cricket":
TRẬN CRICKET
Vé vào cửa 6d
Nếu W. G. Grace thi đấu
Vé vào cửa 1/–
Grace và em trai Fred gặp khó khăn tài chính lúc vẫn ở cùng mẹ sau khi cha qua đời để lại chỉ đủ cho bà lo toan cả nhà. Bên cạnh chi phí sinh hoạt, họ phải chuẩn bị số tiền học y đáng kể, nên bắt buộc phải kiếm thêm từ cricket hết mức có thể, đặc biệt là United South of England Eleven. Là nhà tổ chức trận đấu, Grace phải tìm ra những khoảng trống trong danh sách trận hạng nhất để tập hợp đội hình đi thi đấu mang về lợi nhuận phù hợp. Ước tính theo tiêu chuẩn USEE trả 100 bảng cho một trận đấu kéo dài ba ngày (tương đương £33.800 năm 2023) với mỗi £5 (£600) cho chín cầu thủ chuyên nghiệp trong đội, còn lại £45 (£5100) thuộc về W. G. và Fred. Mặt khác, Grace chơi theo chi phí nhưng có thể yêu cầu cụ thể, như 15 bảng mỗi lần cho Gloucestershire và 20 bảng khi đứng vào đại diện cho Gentlemen. Dù số tiền chỉ là "khoản vặt" so với các ngôi sao thể thao thế kỷ 21, nhưng chắc chắn Grace đã có cuộc sống thoải mái nhờ vào cricket và kiếm được nhiều tiền hơn bất kỳ cầu thủ chuyên nghiệp đương thời nào. So sánh với xã hội khi ấy, một người giúp việc chỉ kiếm được ít hơn 50 bảng một năm.

## Thống kê sự nghiệp hạng nhất
Theo CricketArchive, Grace có 870 lần ra sân hạng nhất, kéo dài 44 mùa từ năm 1865 đến 1908, bằng với kỷ lục sự nghiệp dài nhất trước đó do John Sherman thiết lập từ năm 1809 đến 1852. Nhưng theo một phiên bản hồ sơ trước đó của Wisden xuất bản năm 1916, Grace chơi 878 trận đấu hạng nhất trong cùng khoảng thời gian. Các nguồn khác liệt kê Grace đã chơi 880 trận đấu hạng nhất.
Bản thân Grace coi các trận đấu ở South Wales năm 1864 là trận hạng nhất và đề cập những trận "thực sự lớn" trong Cricketing Reminiscences. Lillywhite's Guide to Cricketers (ấn bản năm 1865) ủng hộ quan điểm này khi liệt kê các lượt chơi của Grace tại Hove trong danh sách Điểm từ 100 các trận hạng nhất tính từ năm 1850. Grace nằm trong số 6 cầu thủ được hơn 150 điểm.
Khác với quan điểm riêng của Grace, F. S. Ashley-Cooper xác nhận "kỷ lục sự nghiệp hạng nhất" một cách hiệu quả bằng cách đưa ra danh sách số liệu từng mùa giải vào tiểu sử sơ lược Grace trong ấn bản năm 1916 của Wisden Cricketers 'Almanack. Những con số này được gọi là kỷ lục sự nghiệp "truyền thống" của Grace với 126 century hạng nhất, Jack Hobbs phá được kỷ lục này vào năm 1925. Mãi đến thập niên 1950, nghiên cứu của Roy Webber mới thách thức tính chính xác của danh sách Ashley-Cooper.
Nghiên cứu sâu hơn của Hiệp hội các nhà thống kê và nhà sử học Cricket (tiếng Anh: Association of Cricket Statisticians and Historians - ACS) trong thập niên 1970 và 1980 đã "điều chỉnh" số century của Grace xuống còn 124. Năm 1983, Wisden lấy nguyên cớ lịch sử thách thức lại con số này, cho đến tình hình hiện tại là cả hai bên thường chấp nhận quan điểm của nhau. Ví dụ, Rae chỉ ra rằng các nhà thống kê có quyền chỉ trích những người biên soạn thời Victoria vì đã "bao gồm các trận đấu nhỏ giúp Grace đạt được những cột mốc nhất định", nhưng ông cũng tôn trọng quan điểm thời Grace rằng "sự hiện diện của Grace tại bất kỳ trận nào cũng làm cho địa vị trận ấy được nâng lên".
Tháng 5 năm 2022, Wisden cập nhật lại các kỷ lục và xóa đi 10 trận không được kể là hạng nhất trong thống kê của Grace, tương đồng với ACS.

## Các môn thể thao khác
Grace khi còn trẻ là một vận động viên xuất sắc và đã giành được danh hiệu chạy vượt rào 440 thước Anh (400 m) tại Olympic toàn quốc ở Crystal Palace tháng 8 năm 1866. Ngoài môn chạy, ông còn là vận động viên ném bóng cừ, khi ném trái bóng cricket đi xa 122 thước Anh (112 m) trong sự kiện điền kinh ở Eastbourne.
Grace chơi bóng đá cho Wanderers nhưng không góp mặt trong đội hình giành cúp FA nào.
Giai đoạn sau, khi gia đình chuyển đến Mottingham, Kent, Grace lại thích bowling trên cỏ. Năm 1903, ông thành lập Hiệp hội Bóng cỏ Anh (tiếng Anh: English Bowling Association) và trở thành chủ tịch đầu tiên. Ông cũng góp phần khai sinh một giải đấu quốc tế với Scotland, Ireland và Wales, làm đội trưởng tuyển Anh từ khi khai mạc tại Crystal Palace năm 1903 cho đến năm 1908. Ông ủng hộ Womanhood Bowling Club, câu lạc bộ bowling nữ tiên phong tại Crystal Palace bằng cách cho họ dùng một nhà rạp năm 1902.
Grace cũng thích chơi bi đá.
Sở thích chơi golf giúp Grace có mối quan hệ chặt chẽ với người viết tiểu sử cho mình là Bernard Darwin. Darwin nói Grace chơi golf "pha trộn nghiêm túc sắc nét và ồn ào vui vẻ". Grace có thể đánh thẳng hoặc đôi lúc gạt tốt, nhưng Darwin không hiểu sao "anh ấy không bao giờ dùng tốt được gậy sắt cả".

## Đời tư và sự nghiệp y tế

### Tầm quan trọng của gia đình

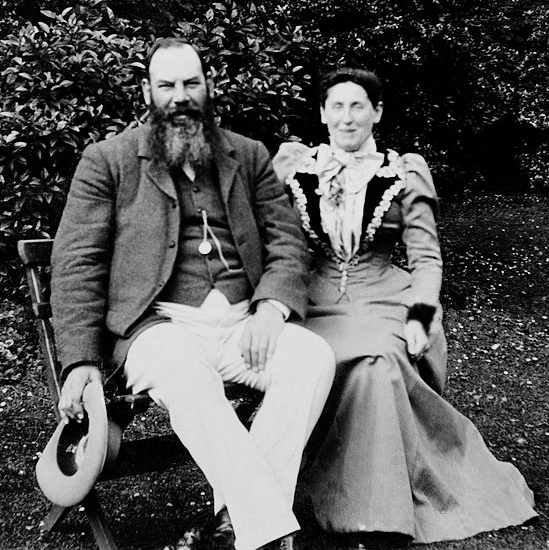
Grace với vợ khoảng năm 1900

Dù sống ở Luân Đôn nhiều năm nhưng Grace chưa bao giờ đánh mất giọng vùng Gloucestershire. Toàn bộ cuộc đời ông gồm cả cricket hay y tế không thể tách rời khỏi nền tảng gia đình chặt chẽ. Việc này chịu ảnh hưởng mạnh từ người cha, Henry Grace đặt ra trình độ chuyên môn phải cao và quyết tâm thành công. Ông truyền lại thái độ này cho từng người trong cả năm con trai mình. Do đó, giống như cha và các anh trai, Grace chọn sự nghiệp y khoa chuyên nghiệp, dù cũng do những cống hiến cho cricket, ông đã không thể hoàn thành bằng bác sĩ cho đến năm 1879 khi đã 31 tuổi.

### Hôn nhân và nghề y
Ngày 9 tháng 10 năm 1873, Grace kết hôn với Agnes Nicholls Day (1853–1930), vợ ông là con gái của anh em chú bác William Day. Hai tuần sau, họ đi trăng mật bằng tàu thủy đến Úc để Grace du đấu 1873–74. Tháng 5 năm 1874, khi trở về thì Agnes đang bầu sáu tháng. Con trai đầu lòng William Gilbert (1874–1905) sinh ngày 6 tháng 7. Grace phải bắt kịp việc học tại Trường Y Bristol, ông cùng vợ và con trai sống tại Downend với mẹ, anh trai Fred và em gái Fanny cho đến tháng 2 năm 1875.

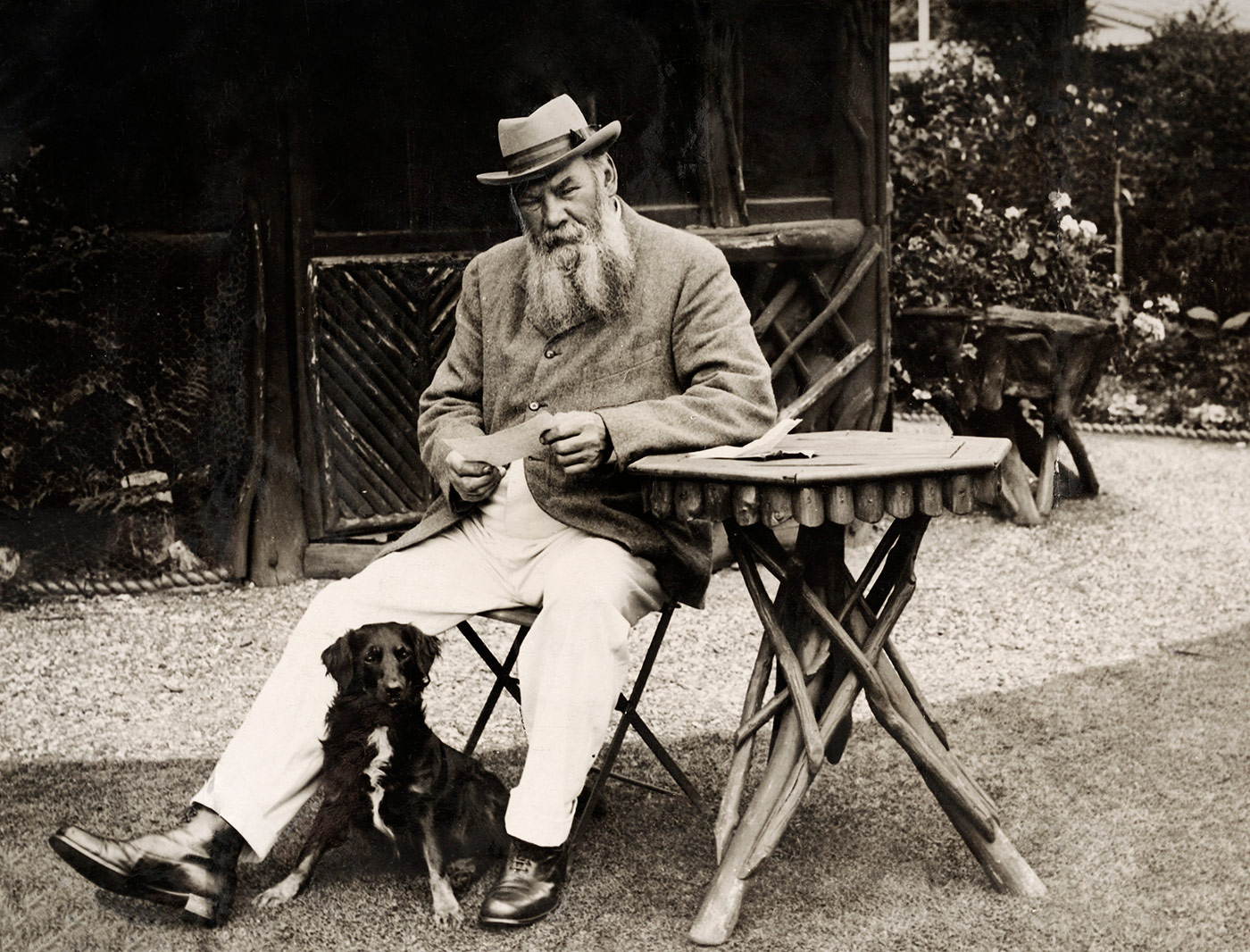
Grace vào sinh nhật thứ 66, năm 1914

Tháng 2 năm 1875, nhà Grace chuyển đến Luân Đôn, khi W. G. được phân vào Bệnh viện Thánh Bartholomew và sống tại Erl's Court cách thành phố khoảng 5 dặm. Con trai thứ hai Henry Edgar (1876–1937) sinh ở London vào tháng 7 năm 1876. Trước khi tòa Nữ hoàng Elizabeth II của bệnh viện Thánh Bartholomew bị dỡ bỏ, một buồng bệnh tại đây từng mang tên "Phòng W. G. Grace" dùng để chăm sóc bệnh nhân hồi phục sau phẫu thuật thần kinh. Mùa thu năm 1877, gia đình chuyển về Gloucestershire sống với anh trai Henry cũng làm bác sĩ đa khoa. Lúc ấy, việc học đang ở thời điểm mang tính quyết định khi Grace phải bắt kịp phần lý thuyết còn nợ sau kỳ thực hành cuối. Cùng lúc, Agnes lại mang thai và đứa con thứ ba Bessie (1878–98) chào đời vào tháng 5 năm 1878.
Sau mùa giải năm 1878, Grace được bổ vào Trường Y Bệnh viện Westminster để thực hành năm cuối. Ông phải hạn chế chơi cricket và đến tháng 6 mới tham gia mùa giải 1879 được. Gia đình chuyển về Luân Đôn và sống ở Acton. Tháng 11 năm 1879, Grace cuối cùng đã nhận được bằng tốt nghiệp từ Đại học Edinburgh, đủ tiêu chuẩn với Bằng cấp của Đại học Bác sĩ Hoàng gia (tiếng Anh: Royal College of Physicians - LRCP) và trở thành Thành viên Cao đẳng Bác sĩ phẫu thuật Hoàng gia (tiếng Anh: Royal College of Surgeons - MRCS). Sau khi đủ điều kiện, Grace mở cơ sở hành nghề riêng tại Thrissle Lodge, 61 Đường Stapleton ở Easton, đây là quận phần lớn người nghèo. Ông cũng thuê hai bác sĩ thực hành thay thế vào mùa cricket. Ông là bác sĩ tiêm vắc xin công cộng tại địa phương và có thêm nhiệm vụ là cán bộ y tế cho Barton Regis Union liên quan đến việc chăm sóc bệnh nhân trong nhà tế bần.

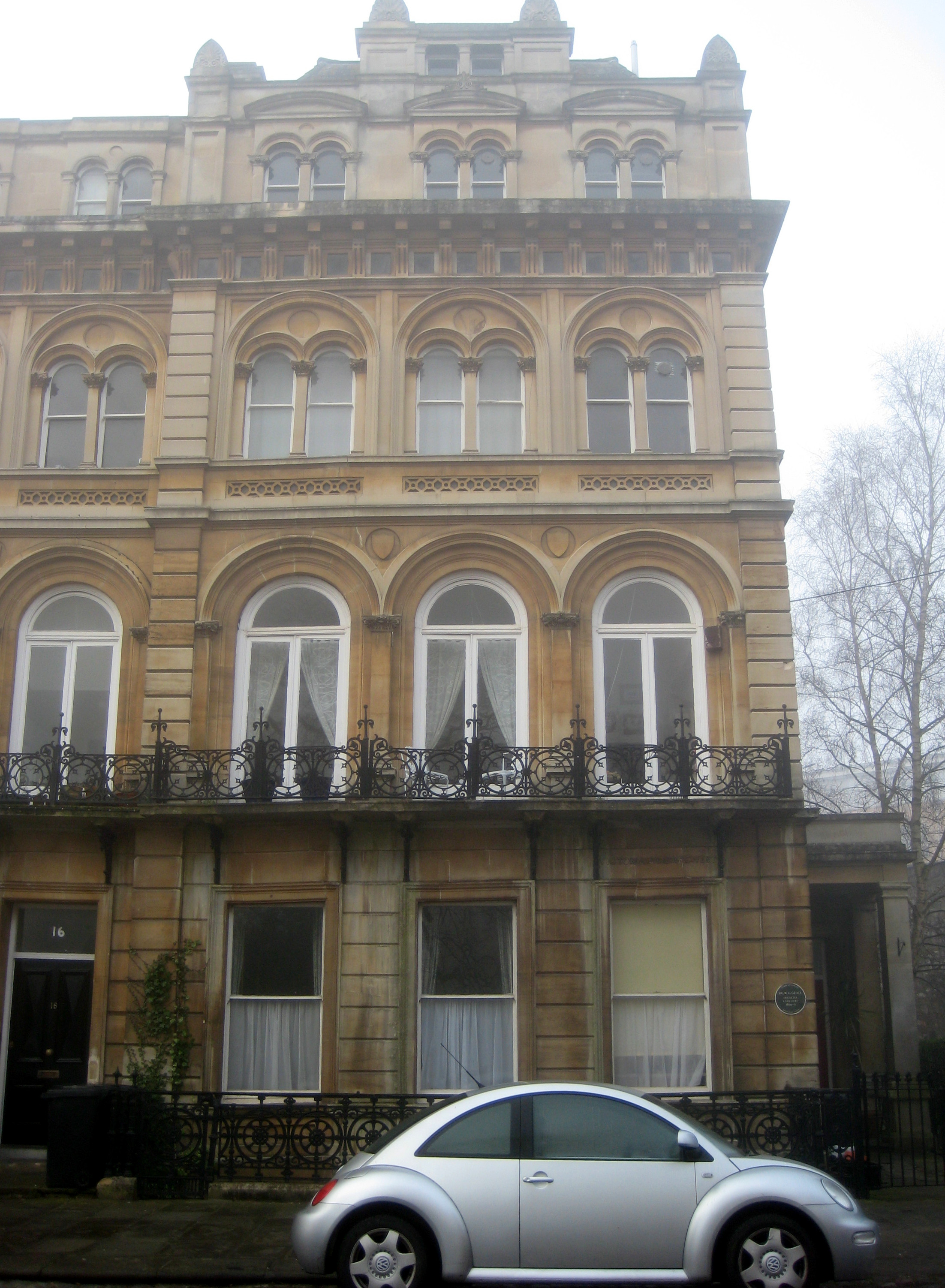
Số 15 Quảng trường Victoria, Clifton, nhà Grace ở từ 1894 đến 1896

Có nhiều bệnh nhân xác chứng ông là bác sĩ tốt, như: "Nhà nghèo biết rằng gọi ông đến cũng không phải lo vì không bị hóa đơn đòi tiền". Gia đình sống ở bốn địa chỉ khác nhau gần nơi Grace hành nghề trong 20 năm tiếp theo cùng con út Charles Butler (1882–1938) chào đời.
Năm 1900, sau khi rời Gloucestershire, nhà Grace sống ở vùng ngoại ô Mottingham phía đông nam Luân Đôn, cách không xa Crystal Palace nơi ông chơi cho London County, cũng gần Eltham là nơi ông chơi cricket câu lạc bộ ở tuổi 60. Bảng kỷ niệm xanh được gắn tại nhà nơi họ ở Fairmount, Mottingham Lane.

### Bi kịch cá nhân
Một số bi kịch xảy ra trong đời Grace bắt đầu từ khi cha qua đời tháng 12 năm 1871. Grace rất đau buồn vì em trai Fred mất sớm năm 1880. Tháng 7 năm 1884, đối thủ của Grace là A. N. Hornby dừng trận đấu Lancashire gặp Gloucestershire tại Old Trafford để E. M. và W. G. có thể trở về nhà khi nhận điện báo bà Martha Grace qua đời ở tuổi 72. Năm 1899 xảy ra bi kịch lớn nhất với Grace khi con gái cưng Bessie không qua khỏi bệnh thương hàn khi mới 20 tuổi. Tháng 2 năm 1905, con trai cả cũng qua đời vì viêm ruột thừa ở tuổi 30.
Ngày 26 tháng 8 năm 1914, trước tin thương vong trong Trận Mons, Grace viết thư cho báo The Sportsman kêu gọi dừng ngay mùa giải cricket của hạt và tất cả cầu thủ cricket làm gương đi phục vụ đất nước. Tuy được xuất bản ngay hôm sau nhưng không như niềm tin phổ biến là nó đã kết thúc mùa giải cricket ngay, vì sau đó một lượt County Championship vẫn tiếp tục diễn ra. Grace được cho là rất đau khổ vì chiến tranh, vung nắm đấm la hét những chiếc Zeppelin của Đức bay trên nhà mình ở Nam Luân Đôn. Khi H. D. G. Leveson-Gower phản đối rằng không cho phép những cầu thủ ném bóng nhanh làm phiền mình, Grace vặn lại: "Tôi có thể thấy những gã đó; tôi không thể thấy những gã này sao".
Ngày 23 tháng 10 năm 1915, Grace qua đời sau một cơn đau tim tại Mottingham, thọ 67 tuổi. Tin ông mất "làm rung chuyển cả nước như 50 năm sau khi Winston Churchill qua đời vậy". Ông được an táng trong mộ phần gia đình tại Nghĩa trang Beckenham, Kent.

## Di sản

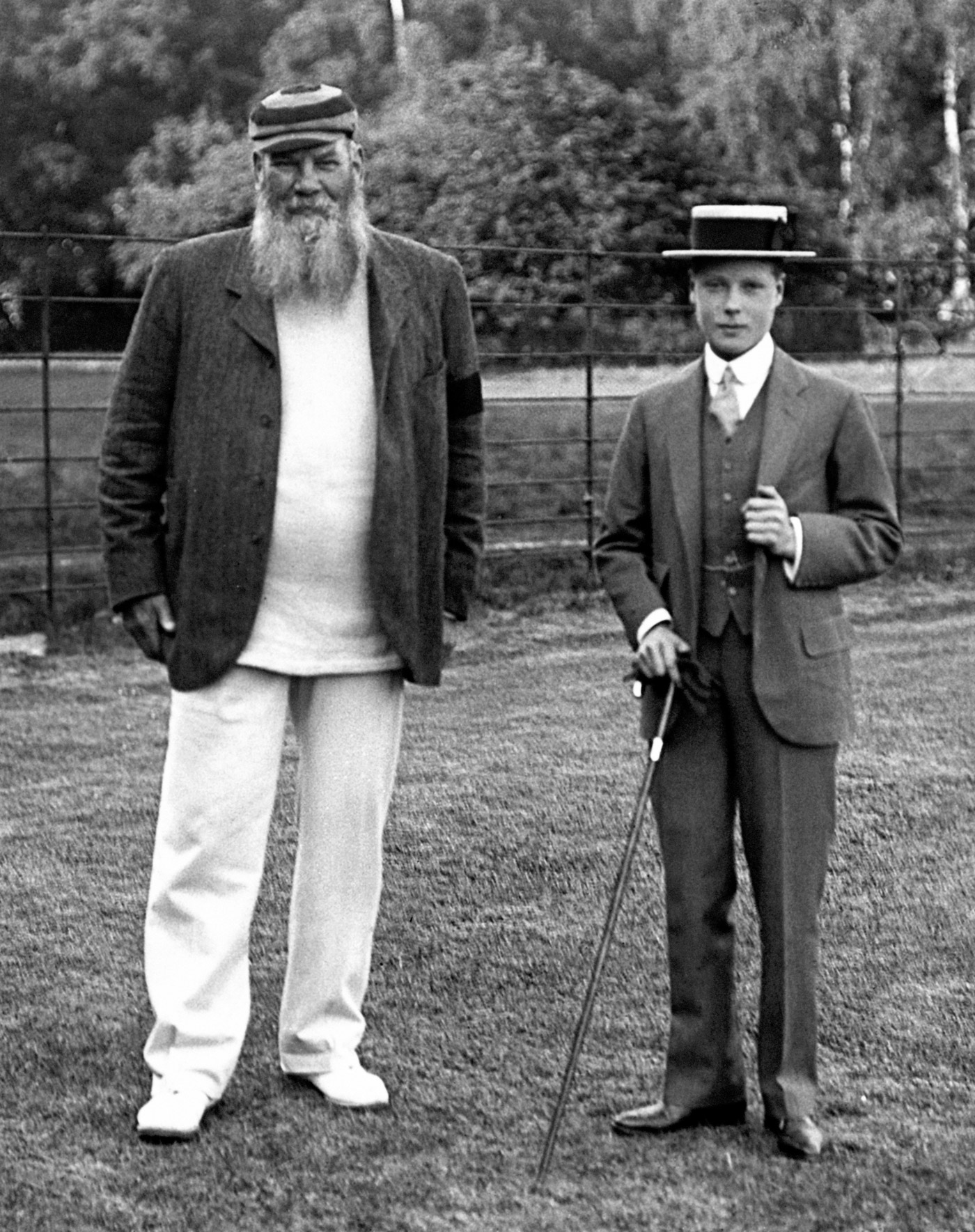
Grace với vua Anh tương lai Edward VIII, năm 1911

MCC quyết định tưởng nhớ cuộc đời và sự nghiệp W. G. Grace bằng cuốn sách Memorial Biography (Tiểu sử tưởng niệm) xuất bản năm 1919. Lời nói đầu có đoạn:
Chưa bao giờ cầu thủ cricket tập hợp lại đi du đấu lại nhiều như khi vinh danh cầu thủ vĩ đại nhất trong cuốn Tiểu sử tưởng niệm này. Ủy ban MCC bảo trợ phát hành tập sách như vậy cũng là độc nhất vô nhị trong lịch sử cricket. Và một loạt các cầu thủ, nhà phê bình và tín đồ cricket nên bày tỏ lòng kính trọng với con người tiêu biểu hay nhất, không có ai tương tự trong bất kỳ môn thể thao nào khác. Bản thân tập sách đã thể hiện tượng đài cao quý về W. G. Grace, minh chứng cho năng lực và nhân cách của ông.
Năm 1923, Cổng tưởng niệm W. G. Grace được dựng lên trên lối vào Đường St John's Wood của sân Lord's. Sir Herbert Baker là người thiết kế, còn Sir Stanley Jackson làm lễ khai trương và gợi ý đưa thêm cụm The Great Cricketer vào đề tặng. Ngày 12 tháng 9 năm 2009, Grace được truy tặng vào Đại sảnh Danh vọng Cricket ICC tại Lord's. Con cháu Grace đã tham dự buổi lễ: Dominic là chắt và George là con trai Dominic.
Theo cháu trai của H. H. Asquith là Mark Bonham-Carter, lẽ ra Grace nằm trong số ứng viên thượng nghị sĩ nếu kế hoạch Asquith muốn đưa Đảng Tự do chiếm đa số Thượng Nghị viện thành hiện thực.
Ngày 16 tháng 5 năm 1973, Anh phát hành bộ tem bưu chính kỷ niệm County Cricket Centenary có ba mẫu về W. G. Grace của Harry Furniss với giá mặt 3p (về sau là thư loại 1), 7½p và 9p. Danh tiếng Grace vẫn vang vọng lâu dài, đặc biệt biểu trưng bộ râu xồm là hình ảnh quen thuộc, ví dụ phim Monty Python và Chén Thánh lấy mặt ông làm "mặt Chúa" trong phân cảnh Chúa sai đội hiệp sĩ đi tìm chén thánh.

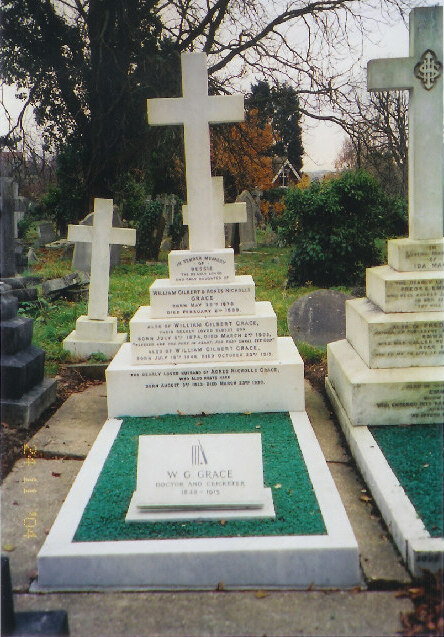
Mộ Grace tại Nghĩa trang Beckenham

Một trong số nhiều tên mà người ta gọi Grace là "The Great Cricketer" (Vận động viên cricket vĩ đại). Còn H. S. Altham mô tả ông là "vĩ đại nhất trong số tất cả vận động viên cricket". John Arlott tổng kết về Grace là "vượt thời gian" và "vĩ đại nhất trong tất cả" (vận động viên cricket). Trong Beyond a Boundary (Vượt đường biên) kinh điển, tác giả kháng chính thống C. L. R. James đã có bốn chương về "W. G.: nhân vật xuất chúng thời Victoria tiền nổi tiếng" với khoảng 60 trang. Ông tuyên bố Grace là "người Anh nổi tiếng nhất thời mình" và xếp cùng với Thomas Arnold và Thomas Hughes là "ba nhân vật thời Victoria xuất sắc nhất". James viết cricket là "trò chơi nhờ ông (Grace) mà biến thành một định chế quốc gia". Simon Rae cũng nhận xét về sự nổi tiếng của Grace ở nước Anh thời Victoria khi cho rằng chỉ Nữ hoàng Victoria và William Ewart Gladstone là được công chúng công nhận ngang bằng mà thôi.
Ấn bản Playfair Cricket Annual đầu tiên năm 1948 trùng với kỷ niệm một trăm năm ngày sinh Grace, trong đó có lời tri ân ông "Vua trong lãnh địa mình" và "nhân cách Olympic". Playfair tiếp tục cho biết Grace đã "phá bỏ hoàn toàn những cú ném bóng nhanh may rủi" và rồi "làm cả thế giới kinh ngạc" bằng chiến tích "Mùa hè Ấn Độ" năm 1895. Trong lời tựa ấn bản này, C. B. Fry nhấn mạnh rằng khi bắt đầu mùa giải 1894, Grace không có ý niệm nào về việc để thua Úc, "anh rất lạc quan" và hết sức để chỉ thắng chứ không có bại "cho đến khi nó xảy ra". Như đã đề cập trong Playfair, cả MCC lẫn Gloucestershire đều sắp xếp các trận đấu đúng ngày kỷ niệm 100 năm sinh nhật Grace.
Trong Wisden Cricketers' Almanack ấn bản năm 1963, Neville Cardus chọn Grace là một trong Sáu Khổng lồ thế kỷ Wisden Đây là tuyển chọn đặc biệt cho ấn bản Wisden thứ 100. Năm cầu thủ còn lại là Sydney Barnes, Don Bradman, Jack Hobbs, Tom Richardson và Victor Trumper. Nhân dịp 150 năm Cricketers 'Almanack, Wisden cũng vinh danh ông trong Test World XI mọi thời đại.
Trong loạt Doctor Who năm 1982 với tựa đề Black Orchid, Grace được gọi là "The Master" (Bậc Thầy) (khiến Doctor bối rối cho đến khi Ngài Robert giải thích rằng ông ấy đang ám chỉ Grace).
Derek Birley dành toàn bộ cuốn sách của mình để chỉ trích lối chơi không đẹp và cách kiếm tiền của Grace, ông viết "Grace qua đời tháng 11 năm 1915 càng làm tăng sự thê lương (của chiến tranh), dường như đánh dấu cáo chung một thời đại". Rowland Bowen viết rằng "nhiều thành tựu của Grace theo tiêu chuẩn chúng ta [ngày nay] sẽ được đánh giá là cực giỏi" nhưng "theo tiêu chuẩn thời ấy thì phải gọi là phi thường: chưa từng có điều gì trước đó giống như vậy". David Frith tổng kết di sản Grace đối với cricket "ảnh hưởng vẫn rất dài lâu sau lần cuối Grace ra sân hạng nhất năm 1908 và qua đời năm 1915".  Frith tiếp tục "Trong nhiều thập kỷ, Grace được coi là người nổi tiếng nhất nước Anh", dễ dàng nhận ra vì "bộ râu và thân hình to lớn", được tôn kính vì "kỹ năng đánh bóng". Frith nói thêm dù các kỷ lục Grace thiết lập về sau đã bị xô đổ nhưng sự "xuất chúng" thì không, nên Grace "vẫn là vận động viên cricket nổi tiếng nhất trong tất cả số đó, người nâng tầm môn thể thao này trong lòng công chúng".